# Relations entre l'Allemagne et le Japon

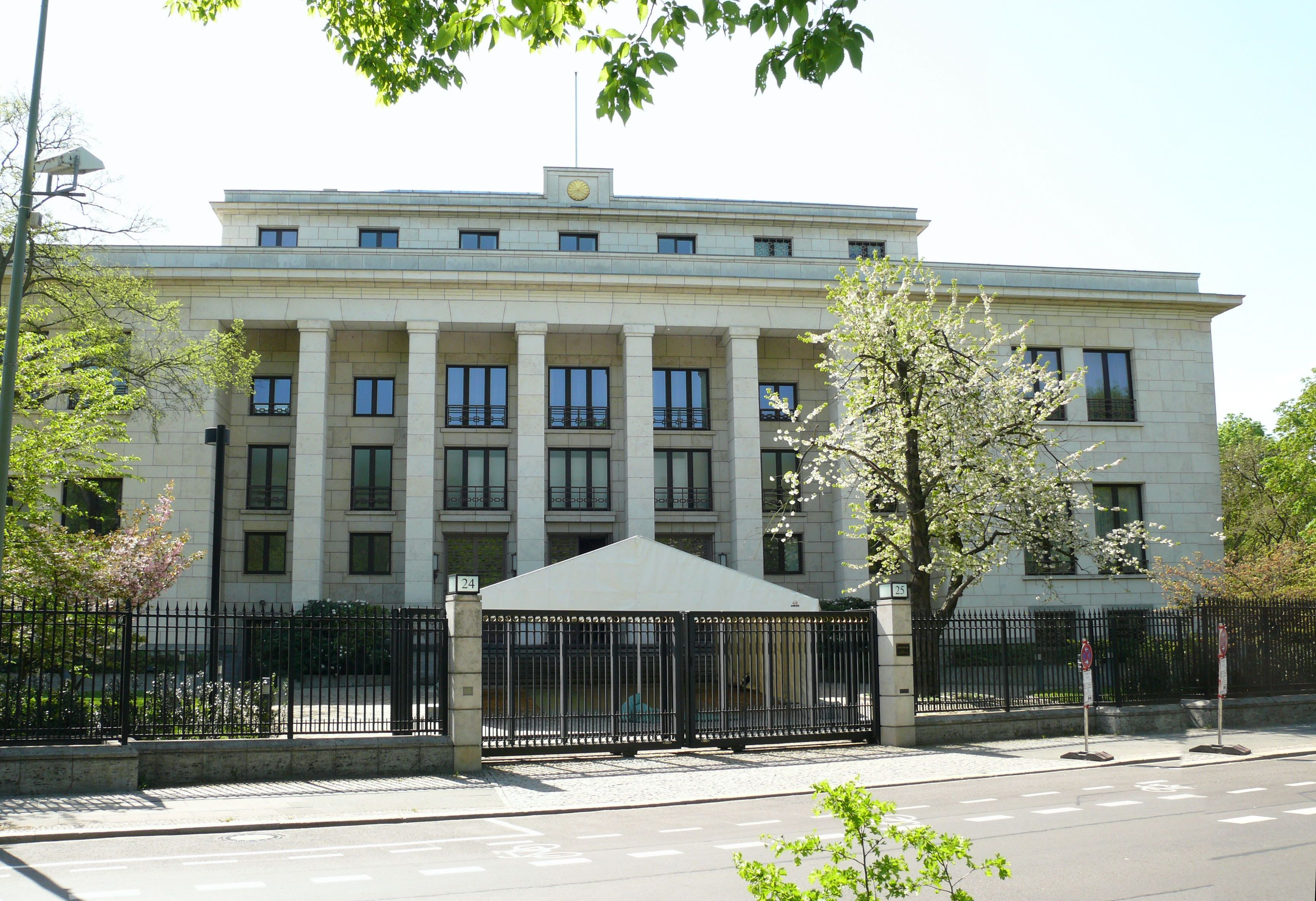
Reconstruite dans les années 1990, l'ambassade japonaise de la rue d'Hiroshima à Berlin, à l'origine construite de 1938 à 1942 est, par conséquent, un symbole des relations entre l'Allemagne et le Japon.

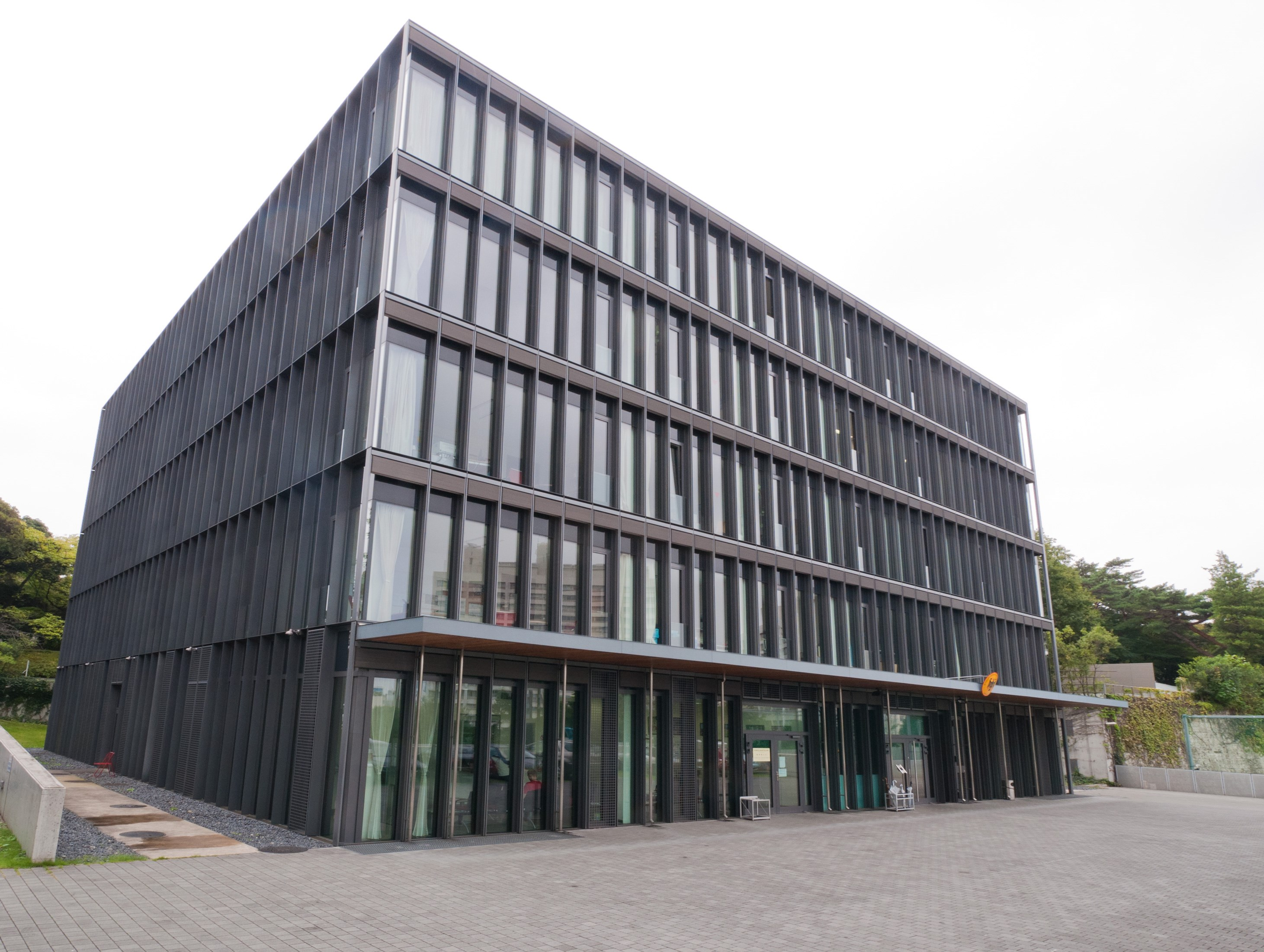
Ambassade d'Allemagne au Japon.

Après leurs premiers contacts connus remontant au XVIIe siècle, et traditionnellement amicaux, quoique parfois instables, les relations entre l'Allemagne et le Japon débutèrent en 1860 avec la première visite ambassadoriale du Japon en Prusse, une des nations cofondatrices de l'Empire allemand en 1871. Après une période d'intenses échanges d'étudiants à la fin du XIXe siècle, les politiques impérialistes du Japon et de l'Allemagne causèrent un refroidissement des relations à cause d'aspirations hégémoniques contradictoires, situation qui atteignit son paroxysme quand les deux États furent ennemis pendant la Première Guerre mondiale.
Dans les années 1930, les deux pays développèrent de nouveau des intérêts mutuels ainsi que des positions anti-démocratiques et expansionnistes, débouchant sur un rapprochement et, finalement, une alliance politique et militaire durant la Seconde Guerre mondiale. Cet « Axe Berlin-Tokyo » fut, cependant, une simple amitié de convenance limitée par la grande distance géographique entre l'Asie orientale et l'Europe. La majorité du temps, le Japon et l'Allemagne ont combattu séparément, et ils se sont rendus séparément.
Après la Seconde Guerre mondiale, les économies des deux nations se sont rapidement rétablies et des relations bilatérales, aujourd'hui centrées sur les questions économiques, ont vite été rétablies. À l'heure actuelle, le Japon et l'Allemagne sont respectivement les troisièmes et quatrièmes plus grandes économies au monde (après les États-Unis et la Chine), et coopèrent grandement dans les domaines politique, universitaire, scientifique et économique.

## Tableau de comparaison entre les deux pays
|                        | Allemagne                                                      | Japon                                                             |
| ---------------------- | -------------------------------------------------------------- | ----------------------------------------------------------------- |
| Population             | 83 800 592                                                     | 126 244 417                                                       |
| Superficie             | 357 021 km2                                                    | 377,944 km2                                                       |
| Densité de population  | 229 hab./km2                                                   | 344 hab./km2                                                      |
| Capitale               | Berlin                                                         | Tokyo                                                             |
| Plus grande ville      | Berlin – 3 513 026 habitants (agglomération de 6 000 000)      | Tokyo – 13 185 502 habitants (agglomération de 35 682 460)        |
| Gouvernement           | République parlementaire fédérale                              | Monarchie constitutionnelle parlementaire unitaire                |
| Langues officielles    | Allemand (de facto et de jure)                                 | Japonais (de facto)                                               |
| Religions principales  | 58% christianisme, 37% sans religion, 4% islam, 1% autres      | 83,9% shintoïsme, 7,14% bouddhisme, 2% christianisme, 7,8% autres |
| Groupes ethniques      | 80% Allemands,, 3,7% Turcs, 16,3% autres Européens en majorité | 98,5% Japonais, 0,5% Coréens, 0,4% Chinois (en), 0,6% autres      |
| PIB (nominal)          | 4 420 billion $ (par habitant : 41 267 $)                      | 4 230 billion $ (par habitant : 33 223 $)                         |
| Populations expatriées | 5 971 personnes nées en Allemagne et vivants au Japon          | 35 725 personnes nées au Japon et vivants en Allemagne            |
| Dépenses militaires    | 46,7 billion $                                                 | 59,3 billion $                                                    |

## Premiers contacts et fin de l'isolement japonais (avant 1871)

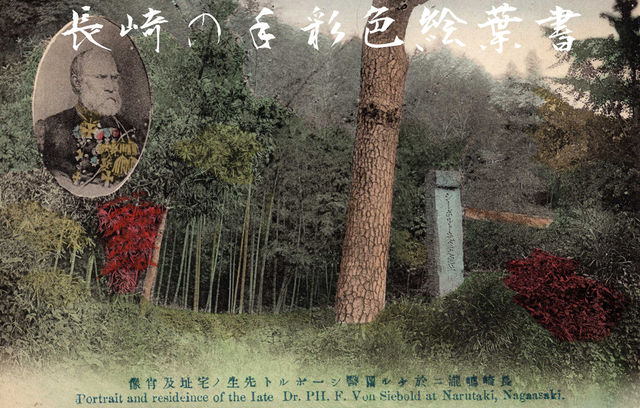
Philipp Franz von Siebold avait l'autorisation de voyager librement dans l'ensemble du Japon pendant les années 1820, contribuant considérablement à la perception par l'Europe de celui-ci.

Les relations entre le Japon et l'Allemagne remontent au Shogunat Tokugawa (1603-1868), lorsque des Allemands au service des Néerlandais vinrent au Japon pour travailler pour la Compagnie néerlandaise des Indes orientales (VOC). Les premiers cas connus sont ceux des médecins Engelbert Kaempfer (1651-1716) et Philipp Franz von Siebold (1796-1866) pendant les années 1690 et 1820 respectivement. Von Siebold avait l'autorisation de voyager librement dans l'ensemble du Japon, malgré la politique d'isolement appliquée par le Shogunat à partir des années 1630. Siebold écrivit Nippon, Archiv zur Beschreibung von Japan (Nippon, Archives pour la Description du Japon), une des sources d'information les plus précieuses sur le Japon jusqu'au XXe siècle ; depuis 1979, ses travaux sont célébrés par une récompense allemande nommée en son honneur, le Philipp Franz von Siebold-Preis, et décernée chaque année à un scientifique japonais.
En 1854, le Japon fut poussé à signer la Convention de Kanagawa par les États-Unis. L'isolement du Japon prit ainsi fin, mais ce fut considéré comme un « traité inégal » par le peuple japonais, étant donné que les États-Unis n'avaient pas les mêmes concessions à faire que le Japon pour des privilèges supérieurs. Dans beaucoup de cas, le Japon fut effectivement forcé par un système d'extraterritorialité qui prévoyait la soumission des résidents étrangers aux lois de leurs propres tribunaux consulaires au lieu du système de lois japonais. Les ports s'ouvrirent au commerce, et plus tard même les missionnaires chrétiens purent entrer dans le pays. Peu après la fin de l'isolement du Japon, pendant la période appelée Bakumatsu (幕末, « Fin du Shogunat »), arrivèrent les premiers commerçants allemands. En 1860, le comte Friedrich Albrecht zu Eulenburg mena l'expédition Eulenburg au Japon au service de la Prusse, un des principaux États de la Confédération germanique à cette époque. Après quatre mois de négociations, un autre « traité inégal », officiellement consacré à l'amitié et au commerce, fut signé en janvier 1861 entre la Prusse et le Japon.
Bien que considérée comme une des nombreuses négociations injustes alors imposées au Japon, l'Expédition Eulenburg, avec les conséquences à court et long termes du traité d'amitié et de commerce, est aujourd'hui célébrée comme le début des relations officielles entre l'Allemagne et le Japon. Pour célébrer le 150e anniversaire, des cérémonies furent organisées en Allemagne et au Japon d'automne 2010 à automne 2011 dans l'espoir « d'« entretenir les trésors de notre passé commun » afin de construire un pont vers l'avenir ».

### Mission diplomatique japonaise en Prusse
En 1863, deux ans après l'expédition Eulenburg à Tokyo, une légation du Shogunat arriva à la cour du Roi de Prusse Guillaume Ier et fut reçue par une cérémonie grandiose à Berlin. En outre, juste après la signature du traité, Max von Brandt devint le représentant diplomatique au Japon – le premier de Prusse, puis, en 1866, de la confédération d'Allemagne du Nord et par la suite, en 1871, du nouvel Empire allemand.
En 1868, le Shogunat Tokugawa fut renversé et l'empire du Japon de l'empereur Meiji fut établi. Après ce retour du pouvoir à la dynastie Tennō, le Japon exigea une révocation des « traités inégaux » avec les puissances occidentales et une guerre civile suivit. Durant ce conflit, le marchand d'armes allemand Henry Schnell conseilla et fournit des armes au daimyō de Nagaoka, un seigneur de guerre fidèle au Shogunat. Un an plus tard, la guerre se termina sur la défaite des Tokugawa et la renégociation des « traités inégaux ».

## Modernisation du Japon et échanges d'étudiants (1871 à 1885)

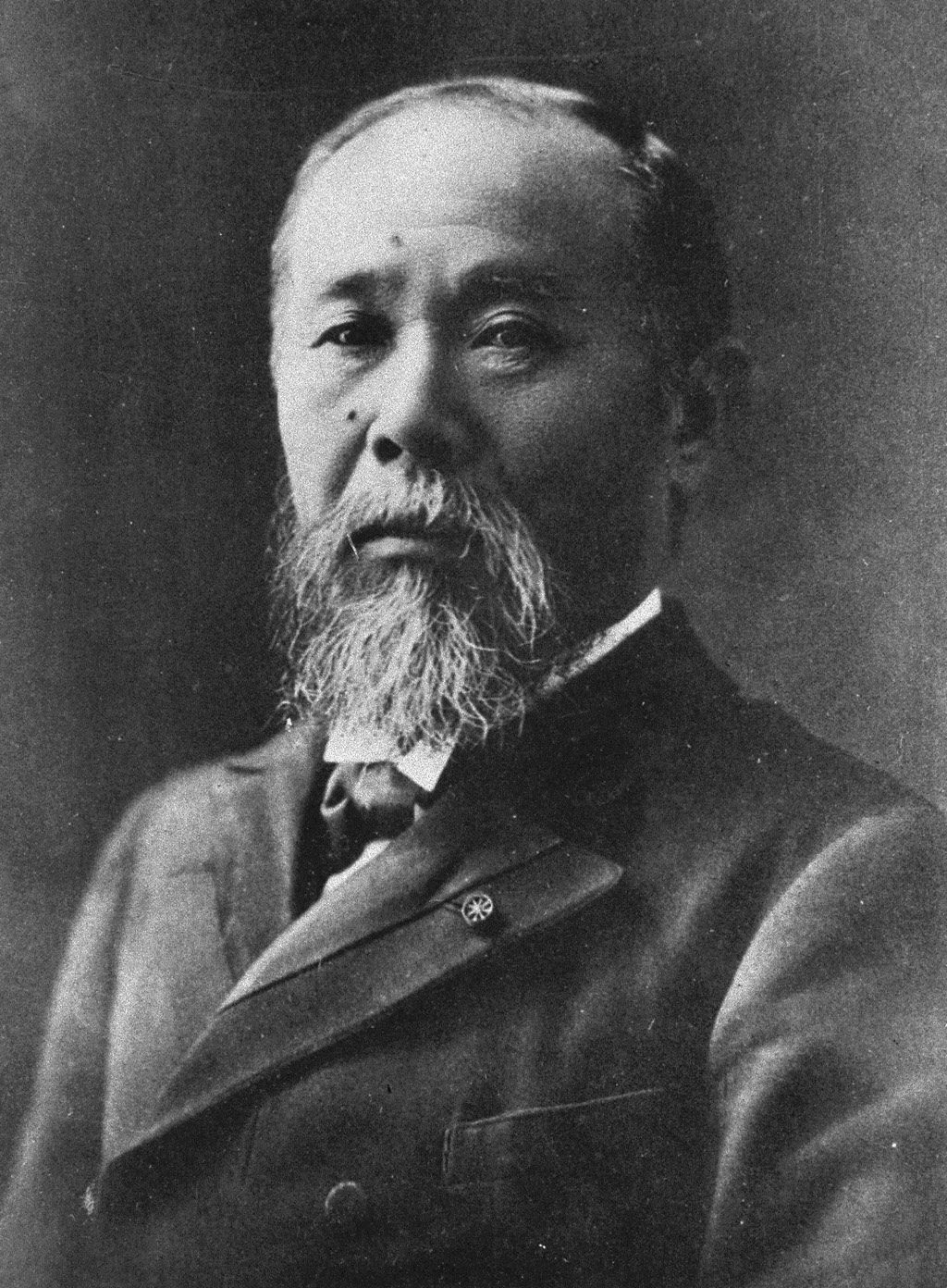
Le ministre japonais Hirobumi Itō a étudié les Constitutions européennes à Berlin et à Vienne en 1882 dans le cadre d'un accord entre l'Allemagne et le Japon.

Au début de l'ère Meiji (1868-1912), beaucoup d'Allemands vinrent travailler au Japon comme conseillers du nouveau gouvernement, ou « Oyatoi gaikokujin » (お雇い外国人, « étrangers engagés ») et contribuèrent à la modernisation du Japon, particulièrement dans les domaines de la médecine (Leopold Mueller, 1824-1894 ; Julius Scriba, 1848-1905 ; Erwin Bälz, 1849-1913), du droit (K.F. Hermann Roesler, 1834-1894 ; Albert Mosse, 1846-1925) et militaire (K.W. Jacob Meckel, 1842-1906). Meckel avait été invité par le gouvernement japonais en 1885 pour devenir conseiller de l'État-major du Japon et professeur à l'Académie militaire. Il passa trois ans au Japon, fréquentant des personnes influentes comme Tarō Katsura et Kawakami Sōroku, et contribuant de ce fait de façon décisive à la modernisation de l'armée impériale japonaise. Meckel était très admiré par certains Japonais, qui, après sa mort, érigèrent une statue en bronze à son effigie devant son ancienne académie militaire à Tokyo, statue qui fut, cependant, enlevée en 1945 après la Seconde Guerre mondiale,. De façon générale, l'armée impériale japonaise orienta son organisation sur le modèle prusso-allemand afin de fonder une armée moderne durant les années 1880. Le modèle français finit par le supplanter vers la fin du Shogunat, mais le premier gouvernement de Meiji a été graduellement remplacé par le modèle prussien par Tarō Katsura, Maresuke Nogi, et d'autres dirigeants.
En 1889 fut promulguée la Constitution de l'empire du Japon, document considérablement influencé par les experts juridiques allemands Rudolf von Gneist et Lorenz von Stein, et par l'oligarque Meiji et futur premier ministre du Japon Hirobumi Itō (1841-1909) qui s'était rendu à Berlin et à Vienne en 1882. À la demande du gouvernement allemand, Albert Mosse rencontra également Hirobumi et son groupe de fonctionnaires et d'experts gouvernementaux, et fit une série de conférences sur le droit constitutionnel, convainquant Hirobumi que la monarchie constitutionnelle sur le modèle prussien était la plus adaptée pour le Japon. En 1886, Mosse fut invité au Japon par le gouvernement, pour un contrat de trois ans en tant qu'« étranger engagé » ayant mission d'aider Hirobumi et Kowashi Inoue à rédiger la constitution Meiji. Par la suite, il travailla sur d'autres importants projets juridiques, accords internationaux, et contrats, et servit de conseiller au cabinet du ministère de l'intérieur, aidant ainsi le premier ministre Aritomo Yamagata à établir les projets de loi et les systèmes du gouvernement. A l'inverse, des dizaines d'étudiants et d'officiers militaires japonais allèrent en Allemagne vers la fin du XIXe siècle pour étudier le système militaire allemand et recevoir l'entraînement des académies militaires allemandes, la plupart du temps prussiennes. Par exemple, le célèbre écrivain Rintarô Mori (Ōgai Mori), à l'origine docteur dans l'armée, suivit entre 1872 et 1874 des cours particuliers en allemand, qui était alors la langue des études médicales. De 1884 à 1888, Ōgai visita l'Allemagne et s'intéressa beaucoup à la littérature européenne, produisant les premières traductions en japonais des œuvres de Goethe, de Schiller, d'Ibsen, de Hans Christian Andersen, et de Gerhart Hauptmann.

## Refroidissement des relations et Première Guerre mondiale (1885 à 1920)

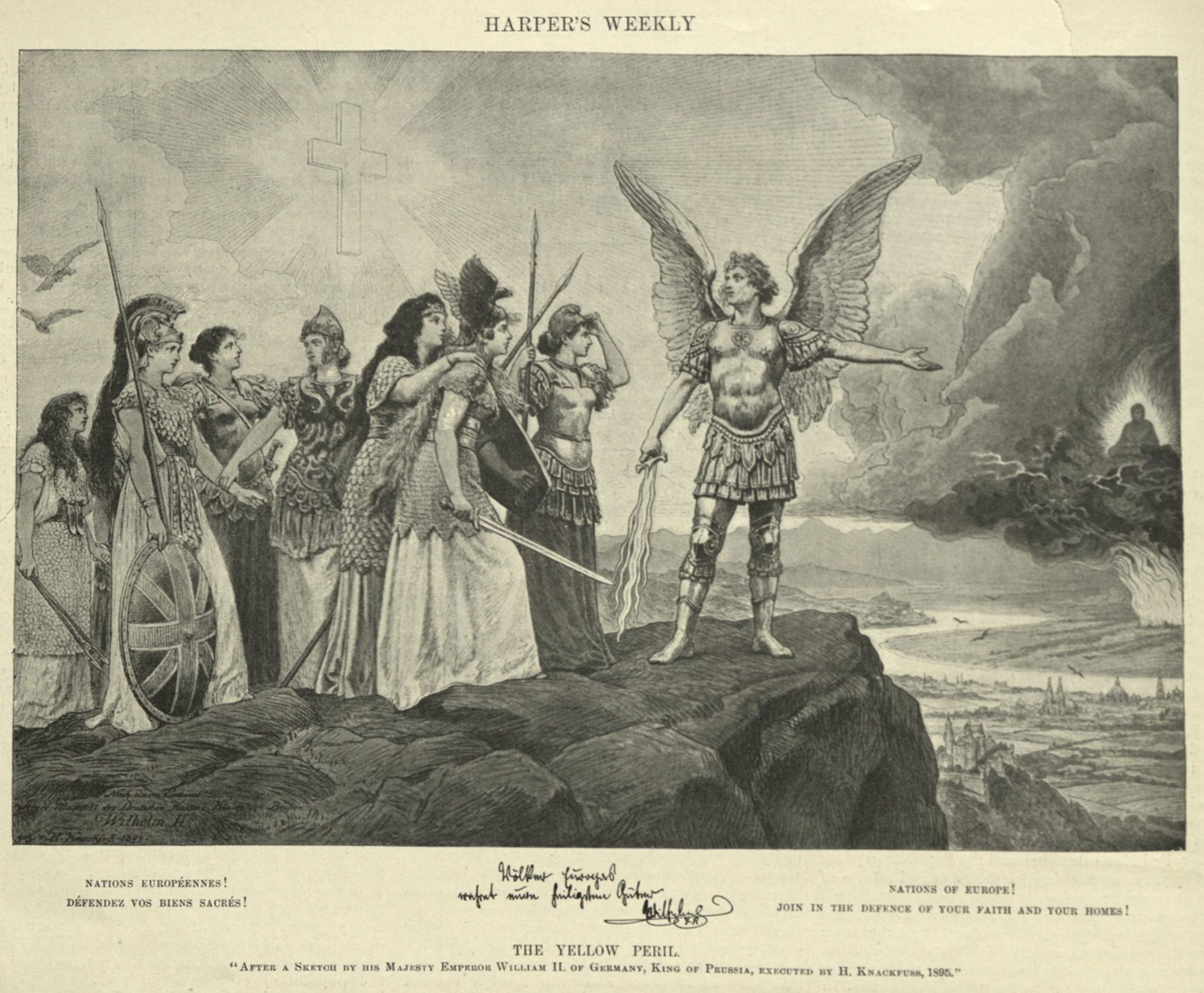
Le Péril jaune par Hermann Knackfuss illustre la crainte européenne face au Japon expansionniste.

À la fin du XIXe siècle, les relations entre l'Allemagne et le Japon se refroidirent en raison des aspirations impérialistes de l'Allemagne, et généralement de l'Europe, en Asie orientale. Le Traité de Shimonoseki à la fin de la première guerre sino-japonaise en avril 1895, comprenait plusieurs cessions territoriales de la Chine au Japon, comme Taïwan et la partie orientale de la baie de la péninsule du Liaodong où se trouvait Port-Arthur. Cependant, la Russie, la France et l'Allemagne s'inquiétaient de l'expansion de la sphère d'influence japonaise et voulaient profiter du mauvais état de la Chine pour agrandir leurs propres possessions coloniales. Les tensions culminèrent lors de la « Triple intervention » le 23 avril 1895, quand les trois puissances « invitèrent » le Japon à s'abstenir d'acquérir ses possessions de la péninsule du Liaodong. Les craintes nébuleuses de Guillaume II d'Allemagne d'un « péril jaune » - une Asie unie sous la direction du Japon - menèrent à un éloignement entre les deux pays. Guillaume II instaura également une réglementation visant à limiter le nombre de soldats de l'Armée japonaise venant en Allemagne pour étudier le système militaire.
Un nouveau palier de tension entre les deux nations fut franchi avec la guerre russo-japonaise de 1904-1905, durant laquelle l'Allemagne soutint fortement la Russie, par exemple en fournissant du charbon aux navires de guerre russes. Cette circonstance décida le ministère des Affaires étrangères japonais à proclamer que toute embarcation livrant du charbon aux navires russes dans la zone de guerre serait coulée. Après la guerre russo-japonaise, l'Allemagne insista sur la réciprocité dans l'échange des officiers militaires et des étudiants, et les années suivantes, plusieurs officiers militaires allemands furent envoyés au Japon pour étudier l'armée japonaise, qui, après sa victoire sur l'armée du Tsar, était devenue une organisation prometteuse. Cependant, la puissance du Japon et son influence croissante causèrent également une méfiance accrue du côté allemand.

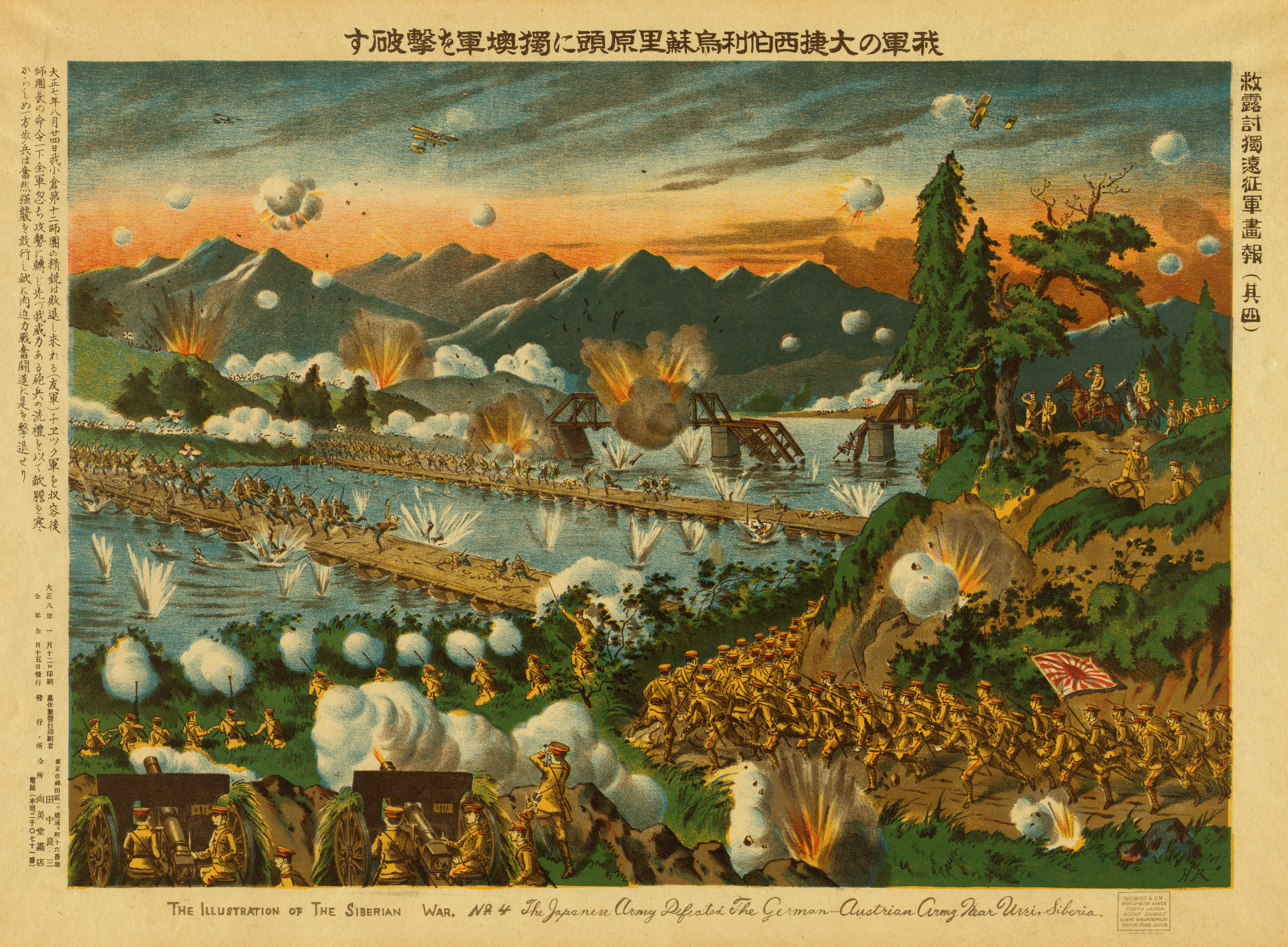
Lithographie japonaise représentant des troupes japonaises attaquant la colonie allemande de Tsingtao en 1914.

Le début de la Première Guerre mondiale en Europe montra à quel point les relations entre l'Allemagne et le Japon s'étaient vraiment détériorées. Le 7 août 1914, seulement deux jours après que la Grande-Bretagne eut déclaré la guerre à l'Empire allemand, le gouvernement japonais reçut une demande officielle du gouvernement britannique de l'aider à détruire les navires allemands de la Kaiserliche Marine dans et autour des eaux chinoises. Le Japon, désireux de réduire la présence des puissances coloniales européennes en Asie du sud-est, particulièrement sur la côte de la Chine, envoya à l'Allemagne un ultimatum le 14 août 1914, qui resta sans réponse. Le Japon déclara alors officiellement la guerre à l'Empire allemand le 23 août 1914 s'alliant ainsi à la Grande-Bretagne, la France et l'Empire russe pour s'emparer des territoires coloniaux allemands de l'Asie du Sud-Est.
La seule bataille importante entre le Japon et l'Allemagne fut le siège de Tsingtao dans le baie de Kiautschou. Les forces allemandes résistèrent pendant presque deux mois, d'août à novembre 1914, sous un blocus anglo-japonais total, mais l'infériorité numérique (6 contre 1) fut fatale. Après que les troupes japonaises eurent donné l'assaut de la ville, les cadavres allemands furent enterrés à Tsingtao et les prisonniers furent transportés au Japon où ils furent bien traités et avec respect dans des camps de prisonniers de guerre comme celui de Bandō. En 1919, quand l'empire allemand signa officiellement le traité de Versailles, tous les prisonniers de guerre furent libérés et revinrent en Europe.
Le Japon fut l'un des signataires du traité, énonçant des conditions sévères pour l'Allemagne. Dans le Pacifique, le Japon gagna les îles de l'Allemagne au nord de l'équateur (îles Marshall, Carolines, îles Mariannes, Palau) et Kiautschou/Tsing-Tao en Chine. L'article 156 du traité transféra également des concessions allemandes du Shandong au Japon plutôt qu'en retour à la Chine, ce qui devient bientôt le « problème du Shandong ». L'outrage fait à la Chine causa des manifestations culturelles appelées le Mouvement du 4 mai qui poussèrent la Chine à ne pas signer le traité. La Chine déclara la fin de sa guerre avec l'Allemagne en septembre 1919 et signa un traité séparé avec elle en 1921. De ce fait, l'Allemagne tendit dès lors à soutenir la Chine (Coopération sino-germanique (1911-1941)), et non le Japon, en en faisant son partenaire stratégique en Asie orientale.

## Rapprochement, Axe et Seconde Guerre mondiale (1920 à 1945)

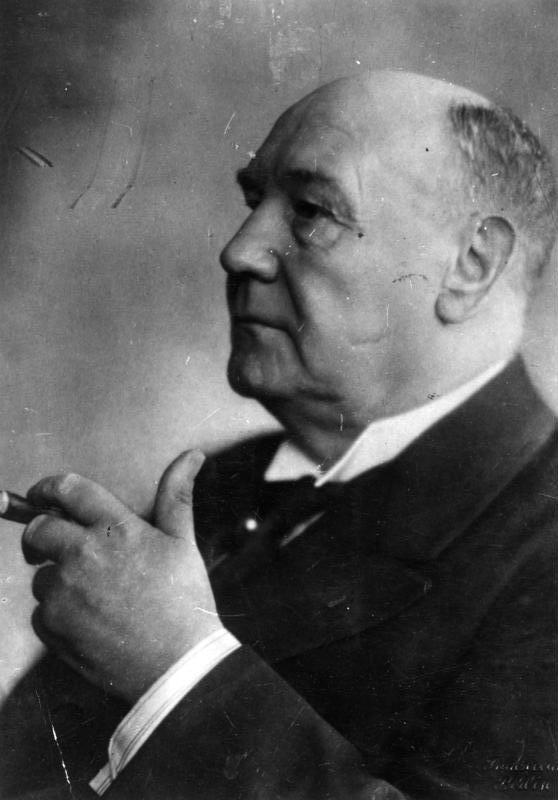
Wilhelm Solf, ambassadeur allemand à Tokyo de 1920 à 1928, a rétabli de bonnes relations entre l'Allemagne et le Japon.

Après que l'Allemagne eût été forcée de céder la majeure partie de l'ancienne Nouvelle-Guinée allemande et Kiautschou (Tsing-Tao) au Japon, et avec l'intensification de la coopération sino-germanique, les relations entre Berlin et Tokyo étaient presque mortes. À l'initiative de Wilhelm Solf, ambassadeur allemand au Japon de 1920 à 1928, l'échange culturel fut renforcé, aboutissant au rétablissement de la « société germano-japonaise » en 1926, la fondation de la « société culturelle germano-japonaise » l'année suivante, et enfin celle de l'« institut de recherche germano-japonais » en 1934.
Après la Première Guerre mondiale, le Japon et l'Allemagne s'orientèrent vers des systèmes de gouvernements démocratiques pendant les années 1920 avec des relations réciproques limitées à des échanges culturels. Cependant, le gouvernement parlementaire n'était pas assez profondément enraciné dans l'un ou l'autre pays et ne put pas par la suite résister au Krach de 1929, pendant lequel les opinions anti-démocratiques devinrent de plus en plus influentes dans les deux pays. Ces changements de pouvoir furent en partie rendus possibles par l'ambiguïté et l'imprécision de la constitution Meiji au Japon et de la constitution de Weimar en Allemagne, particulièrement en ce qui concernait les pouvoirs de l'empereur japonais et du Reichspräsident allemand par rapport à leurs constitutions respectives. Avec la montée du militarisme au Japon et du nazisme en Allemagne dans les années 1930, les liens politiques entre les deux pays se firent encore plus étroits, intensifiant les échanges culturels déjà existants. Du côté japonais, l'officier Hiroshi Ōshima préconisa un rapport plus étroit avec l'Allemagne et, avec le ministre des Affaires étrangères allemand Joachim von Ribbentrop, œuvra à une alliance après sa nomination au poste d'attaché militaire à Berlin en 1934. Pendant la décennie suivante, Ōshima devait par deux fois (1938-39 et 1941-45) être ambassadeur à Berlin, et resta toujours l'un des partisans les plus forts de l'association étroite du Japon avec l'Allemagne nazie.
Une tension provisoire pesa sur les rapprochements entre l'Allemagne et le Japon en juin 1935 lors de la signature du traité naval germano-britannique, tentative d'Adolf Hitler pour améliorer les relations entre les deux nations européennes. Après tout, Hitler avait déjà fixé ses plans dans Mein Kampf, dans lequel il désignait l'Angleterre d'associé prometteur, mais le Japon fut également défini comme une cible de la « Juiverie internationale », et donc, un allié possible :

« Ce n'était pas dans l'intérêt de la Grande-Bretagne d'annihiler l'Allemagne, mais dans l'intérêt juif. Et aujourd'hui la destruction du Japon servirait moins les intérêts politiques britanniques que les intentions de grande envergure de ceux qui espèrent la création d'un empire mondial juif[réf. souhaitée]. »

Beaucoup de politiciens japonais, dont l'amiral Yamamoto Isoroku qui était un critique virulent de l'alliance avec l'Allemagne nazie, furent choqués par le traité naval germano-britannique. Néanmoins, les chefs militaires qui contrôlaient alors Tokyo conclurent que c'était une ruse conçue par les Nazis pour gagner du temps pour pouvoir concurrencer la Marine britannique.

### Consolidation de la coopération

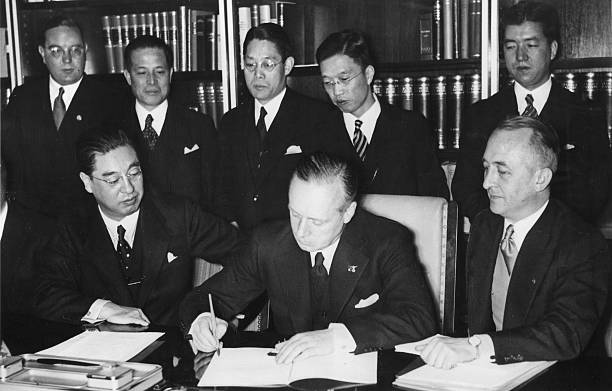
L'ambassadeur japonais Kintomo Mushanokōji et le ministre des Affaires étrangères de l'Allemagne nazie Joachim von Ribbentrop lors de la signature du pacte anti-Komintern en 1936.

Les chefs militaires de Tokyo conçurent des plans pour assurer l'approvisionnement de l'Empire en ressources avec la future création de la « Sphère de coprospérité de la grande Asie orientale ». Une expansion fut envisagée - soit au Nord en Union soviétique, selon un plan appelé « Hokushin », soit au Sud vers les colonies françaises, néerlandaises et/ou britanniques, un plan appelé « Nanshin ». Hitler, d'autre part, n'avait jamais renoncé à son plan de conquérir un nouveau « Lebensraum » en Europe de l'Est et par conséquent, les conflits avec la Pologne, puis avec l'Union soviétique semblaient inévitables. La première consolidation des intérêts mutuels germano-japonais intervint en 1936 avec la signature du pacte anti-Komintern dirigé contre l'Internationale communiste (Komintern) et en particulier, l'Union soviétique. Après ce pacte, le gouvernement nazi d'Allemagne inclut le peuple japonais dans son concept d'« Aryens honoraires ». En 1937, l'Italie fasciste de Benito Mussolini adhéra au pacte, fondant ce qu'on a appelé l'axe Rome-Berlin-Tokyo.

À l'origine, l'Allemagne était très proche du gouvernement nationaliste chinois, lui fournissant assistance et aide militaire. Les relations se détériorèrent après le déclenchement de la deuxième guerre sino-japonaise le 7 juillet 1937, et lorsque la Chine signa plus tard le pacte de non-agression sino-soviétique (en) avec l'Union soviétique. Par la suite, Hitler conclut que le Japon, et non plus la Chine, était l'associé géostratégique le plus digne de confiance, malgré l'importance des relations économiques sino-germaniques, et choisit de mettre fin à l'alliance avec les Chinois pour s'allier avec le Japon, plus moderne et plus puissant. Dans un discours au Reichstag en mai 1938, Hitler annonça la reconnaissance allemande du Mandchoukouo, l'État-marionnette du Japon en Mandchourie, et renonça aux prétentions allemandes sur les anciennes colonies dans le Pacifique tenues par le Japon. Hitler mit fin aux envois d'armes à la Chine, et rappela tous les officiers allemands attachés à l'armée chinoise. 

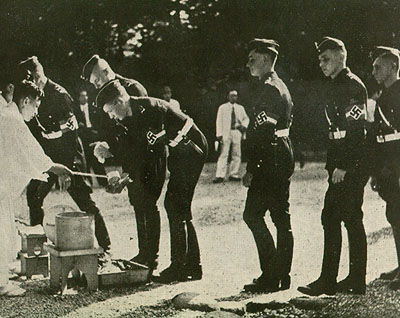
Une délégation des jeunesses hitlériennes visite le Sanctuaire Meiji à Tokyo lors d'une visite d'amitié de plusieurs mois en 1938.

Vers la fin des années 1930, plusieurs échanges culturels entre le Japon et l'Allemagne eurent lieu dans une optique de politique et de propagande. L'accent fut mis sur des échanges de la jeunesse, de sorte que de nombreuses visites mutuelles eurent lieu, comme vers la fin de 1938, lorsque le navire Gneisenau transporta une délégation de 30 membres des jeunesses hitlériennes à Tokyo pour une visite d'étude.
En 1938, l'ancienne ambassade japonaise ayant été sacrifiée aux plans d'Hitler et d'Albert Speer visant à faire de Berlin la capitale du monde ("Germania"), un nouveau bâtiment plus pompeux fut érigé dans une zone diplomatique nouvellement établie à côté du Tiergarten. Il fut conçu par Ludwig Moshamer (de) sous la supervision de Speer et placé juste en face de l'ambassade d'Italie, proche allié de l'Allemagne, conférant de ce fait une représentation architecturale à l'axe Rome-Berlin-Tokyo.
En dépit des plans expérimentaux pour une attaque commune de l'URSS par l'Allemagne et le Japon, les années 1938 et 1939 furent décisives car le Japon prit la décision de s'étendre vers le Sud et non plus vers le Nord. L'Empire venait de perdre deux batailles décisives aux frontières de l'URSS, les batailles du lac Khassan et celle de Halhin Gol, prouvant de ce fait que l'armée impériale japonaise, manquant de chars lourds, n'était pas en mesure de tenir tête à l'Armée rouge pour le moment. Néanmoins, le sentiment antisoviétique d'Hitler aboutit bientôt à des rapprochements encore plus importants avec le Japon, puisqu'il croyait qu'il se joindrait à l'Allemagne dans une future guerre contre l'Union soviétique – activement en envahissant la Sibérie du Sud-Est, ou passivement en fixant de grandes parties de l'Armée rouge, qui craindraient une attaque de l'armée japonaise du Guandong du Mandchoukouo, qui comptait 700 000 hommes à la fin des années 1930.

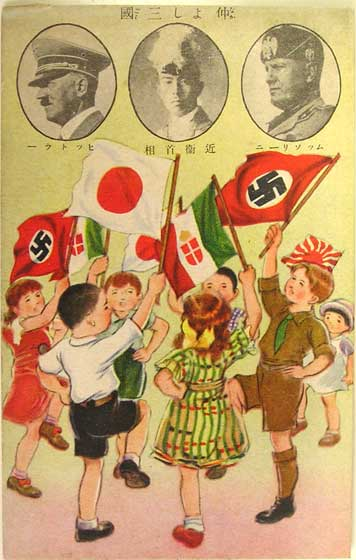
Affiche de propagande japonaise de 1938 illustrant les «trois pays amis». Le premier ministre Fumimaro Konoe est montré au centre du Fuhrer Adolf Hitler et du Duce Benito Mussolini. Officiellement, l'empereur Shōwa ne pouvait être « abaissé » au niveau des autres dirigeants en raison du statut divin que lui accordait le shinto d'État.

Contrairement à ses plans réels, le concept d'Hitler - en combinaison avec sa frustration de la réticence du Japon en négociations perpétuelles avec les États-Unis et rétif à une guerre avec l'URSS - mena à une alliance provisoire avec les Soviétiques avec la signature du Pacte germano-soviétique en août 1939. Ni le Japon, ni l'Italie, n'avaient été préalablement informés du pacte de l'Allemagne avec les Soviétiques, démontrant la méfiance constante entre l'Allemagne nazie et ses alliés. Après tout, le pacte stipulait non seulement la division de la Pologne entre les deux signataires dans un protocole secret, mais rendait également le pacte anti-Komintern plus ou moins pertinent. Afin de prévenir une détérioration des relations entre l'Allemagne et le Japon, l'« accord pour la coopération culturelle entre le Japon et l'Allemagne » fut signé en novembre 1939, quelques semaines après que l'Allemagne et l'Union soviétique eurent envahi la Pologne et que la Grande-Bretagne et la France eurent déclaré la guerre à l'Allemagne nazie.
Au cours de l'année suivante, le Japon poursuivit également son expansion. L'invasion de l'Indochine française le 2 septembre 1940, contrôlée par le régime collaborationniste de Vichy, et la continuation du conflit sanglant du Japon avec la Chine, mirent à rude épreuve les relations entre les États-Unis et le Japon. Le 26 juillet 1940, les États-Unis adoptèrent une loi sur le contrôle des exportations (en) d'acier, de pétrole et de fer au Japon. Cette politique d'endiguement de point de vue de Washington, servait d'avertissement vers le Japon que toute autre expansion militaire aurait comme conséquence d'autres sanctions. Cependant, ce fut cette position qui persuada Tokyo de prendre des mesures radicales pour améliorer la situation de l'Empire, conduisant de ce fait à un rapprochement avec l'Allemagne.

### Formation de l'Axe
L'Allemagne nazie était non seulement parvenue à conquérir la majeure partie de l'Europe continentale dont la France, mais avait également réussi à maintenir une fausse impression de défaite imminente en Grande-Bretagne. Tokyo interpréta la situation en Europe comme une faiblesse fondamentale et mortelle des démocraties occidentales. L'État-major du Japon conclut que la situation devait être exploitée, et chercha à intensifier sa coopération avec Berlin. Hitler, de l'autre côté, craignait non seulement une impasse durable avec la Grande-Bretagne, mais concevait également un plan d'invasion de l'Union soviétique. Ces circonstances, ainsi qu'un manque de matières premières et de nourriture, accrurent l'intérêt de Berlin pour une alliance plus forte avec le Japon. Le ministre des Affaires étrangères allemand, Joachim von Ribbentrop, fut envoyé en pourparlers pour établir un nouveau traité avec le Japon, dont les relations avec l'Allemagne et l'Italie, qui devaient bientôt s'appeler les « Puissances de l'Axe », ont été cimentées par la signature du pacte tripartite le 27 septembre 1940.
Le but du pacte, dirigé contre une puissance anonyme mais clairement identifiée comme étant les États-Unis, était de décourager les Américains de soutenir le Royaume-Uni, de renforcer de ce fait non seulement la cause de l'Allemagne et de l'Italie en Afrique du Nord et en Méditerranée, mais également d'affaiblir les colonies britanniques d'Asie du sud-est avant une invasion japonaise. Le traité affirmait également que les trois pays respecteraient les objectifs stratégiques de chacun en s'occupant de leurs zones d'influence respectives, et seraient obligés de s'aider mutuellement dans le cas où un État membre était attaqué par un tiers. Cependant, les conflits déjà en cours à la date de la signature du pacte avaient été explicitement exclus. En outre, avec cette position défensive, les mouvements agressifs de la part d'un État membre ne donnaient pas lieu à des engagements du pacte. Après tout, les relations entre les deux membres - Allemagne et Japon - de l'Axe en temps de guerre étaient dirigées par l'intérêt mutuel, influencées à un certain degré par les idéologies militaristes, expansionnistes et nationalistes partagées des deux gouvernements.

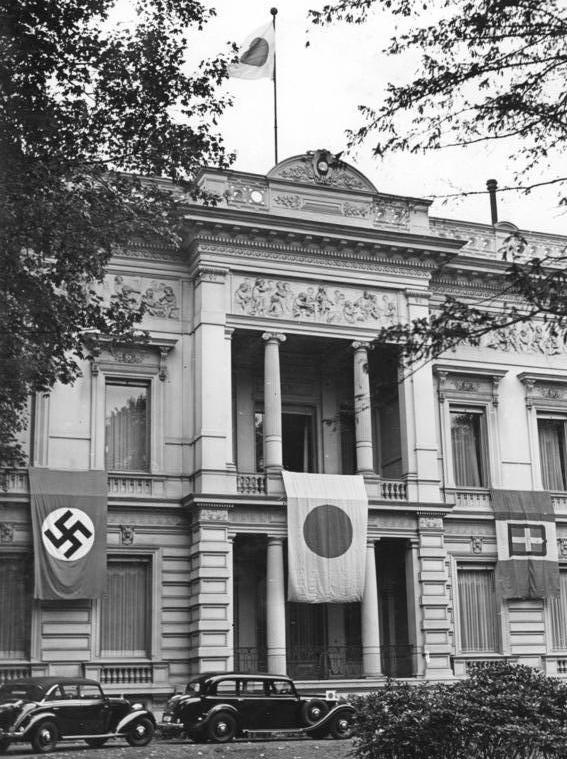
L'ambassade japonaise à Berlin, ornée des drapeaux des trois signataires du pacte tripartite en septembre 1940.

Une autre différence importante dans l'alliance entre l'Allemagne et le Japon était les oppositions fondamentales entre les deux politiques des nations envers les Juifs. Avec l'attitude bien connue de l'Allemagne nazie et son antisémitisme extrême, le Japon s'était abstenu d'adapter une pareille attitude. Le 31 décembre 1940, le ministre japonais des Affaires étrangères et partisan convaincu du pacte tripartite avec le Troisième Reich et l'Italie fasciste, Yōsuke Matsuoka, déclara à un groupe d'hommes d'affaires juifs :

« Je suis l'homme responsable de l'alliance avec Hitler, mais je n'ai jamais promis que nous appliquerions ses politiques antisémitiques au Japon. Ce n'est pas simplement mon avis personnel, c'est l'opinion du Japon, et je n'ai aucun scrupule à l'annoncer au monde. »

En fait, jusqu'en 1945, les deux pays continuèrent à cacher mutuellement tous les crimes de guerre commis par l'autre côté, afin d'éviter d'entacher leurs images. L'Holocauste fut systématiquement caché par l'état-major de Tokyo, tout comme les crimes de guerre japonais, par exemple en Chine, restèrent ignorés de la population allemande. Un exemple célèbre sont les atrocités commises par l'armée japonaise à Nankin en 1937, dénoncées par l'industriel allemand John Rabe. Plus tard, l'Allemagne rappela Rabe à Berlin, confisqua tous ses rapports et interdit toute discussion du sujet.
Après la signature du pacte tripartite, les visites mutuelles politiques et militaires augmentèrent en fréquence. Après la visite au Japon de l'expert en parachutisme et as allemand, Ernst Udet, en 1939, pour inspecter le Service aérien de l'Armée impériale japonaise et son rapport à Hermann Göring déclarant que « les pilotes japonais sont certes courageux et volontaires mais n'ont rien d'exceptionnel », le Général Tomoyuki Yamashita donna l'ordre de réorganiser le Service aérien de l'Armée impériale japonaise vers la fin de 1940. A la même période, Yamashita arriva à Berlin en janvier 1941, restant presque six mois avec un emploi du temps chargé, inspectant la ligne Maginot brisée et les fortifications allemandes sur la côte française, observant la formation des pilotes allemands et volant même en incursion au-dessus de la Grande-Bretagne après avoir décoré Hermann Göring, le chef de la Luftwaffe allemande, de l'ordre du Soleil Levant (Grand Cordon). Le général Yamashita rencontra Hitler et discuta avec lui, ce qu'il a commenté en ces termes :

« J'ai senti que l'esprit d'Hitler était préoccupé par des sujets spirituels, dépassant même les plans matériels. Quand j'ai rencontré le Führer, il a dit que dans sa jeunesse il avait été attiré par le Japon. Il avait lu attentivement des récits de la victoire du Japon sur la Russie quand il avait 17 ans seulement et fut impressionné par la force étonnante du Japon. »

Selon Yamashita, Hitler promit de se rappeler le Japon dans son testament, en chargeant les Allemands « de se lier éternellement à l'esprit japonais. » En fait, le général Yamashita était si excité qu'il dit : « Dans peu de temps, une grande chose se produira. Observez et attendez. » À son retour au Japon, la délégation japonaise était accompagnée de plus de 250 techniciens, ingénieurs et instructeurs allemands et bientôt, le Service aérien de l'Armée impériale japonaise devint l'un des plus puissants au monde.
Le 11 novembre 1940, les relations germano-japonaises ainsi que les plans japonais d'expansion en Asie du Sud-Est franchirent une étape décisive, quand l'équipage du croiseur allemand Atlantis arraisonna le cargo britannique SS Automedon (en). 15 sacs de courrier top secret destinés à l'état-major britannique en Extrême-Orient furent trouvés, y compris les rapports de renseignement navals contenant la dernière estimation de la force militaire de l'Empire japonais en Extrême-Orient, avec des détails des unités de la Royal Air Force, de la Royal Navy, et des notes sur les défenses de Singapour. Le courrier dépeignait un tableau sombre des possibilités navales et terrestres britanniques en Extrême-Orient, et déclarait que la Grande-Bretagne était trop faible pour risquer une guerre avec le Japon. Le courrier atteignit l'ambassade allemande à Tokyo le 5 décembre, et fut alors transporté à Berlin par le chemin de fer Transsibérien. Des copies furent transmises au Japon auquel elles fournirent les renseignements nécessaires avant le début des hostilités contre les puissances occidentales. Le capitaine de l'Atlantis, Bernhard Rogge, fut récompensé avec un katana ; les seuls autres Allemands ainsi honorés étaient Hermann Goering et le Maréchal Erwin Rommel.
Après la lecture du rapport du chef de l'état-major, le 7 janvier 1941, l'amiral japonais Yamamoto écrivit au ministre de la Marine en expliquant que si le Japon assommait l'Amérique, les forces britanniques et hollandaises restantes seraient suffisamment affaiblies pour que les Japonais puissent leur donner le coup de grâce. De ce fait, le Nanshin-ron, doctrine de la Marine japonaise visant à s'étendre vers le Sud devint de plus en plus évident.

### Coordination des objectifs militaires

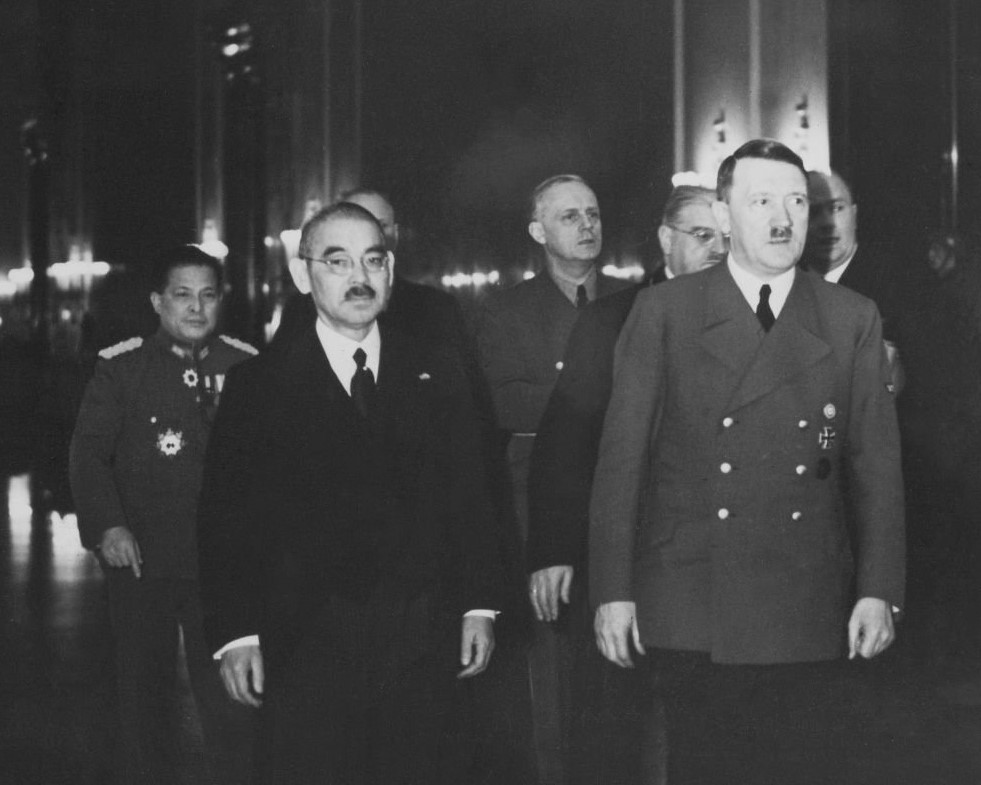
Le ministre japonais des Affaires étrangères Yōsuke Matsuoka lors de sa rencontre avec Hitler, en mars 1941.

Hitler terminait ses préparatifs pour l'opération Barbarossa, l'invasion de l'Union soviétique. Afin de soutenir directement ou indirectement son attaque imminente, le Führer avait à plusieurs reprises suggéré au Japon de reconsidérer ses plans pour une attaque sur l'Extrême-Orient soviétique tout au long de 1940 et de 1941. En février 1941, face à l'insistance d'Hitler, le Général Oshima revint à Berlin comme ambassadeur. Le 5 mars 1941, Wilhelm Keitel, chef de l'Oberkommando der Wehrmacht émit le « Rapport numéro 24 sur la collaboration avec le Japon », qui énonçait les points suivants :
- "1. Le but de la collaboration doit être basé sur le pacte des trois puissances pour induire le Japon, aussitôt que possible, à prendre des mesures actives en Extrême-Orient. De puissantes forces britanniques seront ainsi fixées là-bas, et le centre de gravité des intérêts des États-Unis se tournera vers le Pacifique. Plus il interviendra tôt, plus les perspectives de succès pour le Japon seront grandes en raison de l'état encore peu avancé de préparation à la guerre de ses adversaires. L'opération Barbarossa sera très favorable aux préalables politiques et militaires de ceci.
- 2. Pour préparer la voie à la collaboration, il est essentiel de renforcer le potentiel militaire japonais avec tous les moyens disponibles. À cet effet, les hauts commandements des forces armées se conformeront de manière globale et généreuse aux désirs des Japonais pour des informations concernant la guerre allemande et l'expérience du combat, et pour l'assistance militaire, économique et technique. La réciprocité est souhaitable, mais ce facteur ne devra pas incommoder les négociations. La priorité devra naturellement être accordée aux demandes japonaises qui en auraient l'application la plus immédiate en faisant la guerre. Dans les cas spéciaux, le Führer décidera.
- 3. L'harmonisation des plans opérationnels des deux parties est la responsabilité du haut commandement de la Marine. Le tout sera sujet aux principes directeurs suivants :
  - a. La condition du but commun de la conduite de la guerre est d'abattre l'Angleterre rapidement et ainsi de tenir les États-Unis éloignés de la guerre. En dehors de cela, l'Allemagne n'a aucun intérêt politique, militaire, ou économique en Extrême-Orient qui pourrait gêner les intentions japonaises.
  - b. Les grands succès rencontrés par l'Allemagne dans la guerre marchande font apparaître la nécessité d'utiliser les forces japonaises dans le même but. À cet égard, chaque occasion d'appuyer la guerre marchande allemande doit être exploitée.
  - c. La situation des matières premières des puissances du pacte exige que le Japon prenne possession des territoires dont il a besoin pour la poursuite de la guerre, particulièrement si les États-Unis interviennent. Des envois de caoutchouc doivent être effectués même après l'entrée du Japon dans la guerre, car ils sont d'une importance vitale pour l'Allemagne.
  - d. La prise de Singapour, position britannique principale en Extrême-Orient, serait un succès décisif pour la conduite de la guerre des trois puissances. En outre, les attaques sur d'autres systèmes des bases de la puissance navale britannique - étendus à ceux de la puissance navale américaine seulement si l'entrée des États-Unis dans la guerre ne peut pas être empêchée - devraient affaiblir la puissance de l'ennemi dans cette région et aussi, tout comme les attaques sur les communications de mer, fixer des forces importantes de toutes sortes (par exemple celles de l'Australie ). Une date de commencement des discussions opérationnelles ne peut pas encore être fixée.
- 4. Dans les commissions militaires constituées en conformité avec le pacte tripartite, ces questions doivent être traitées également pour les trois puissances participantes. Celles-ci incluront principalement les problèmes de la guerre économique. L'élaboration des détails est la responsabilité de la commission principale, avec la coopération du haut commandement de forces armées.
- 5. Les Japonais ne doivent faire aucune annonce de l'opération Barbarossa ".

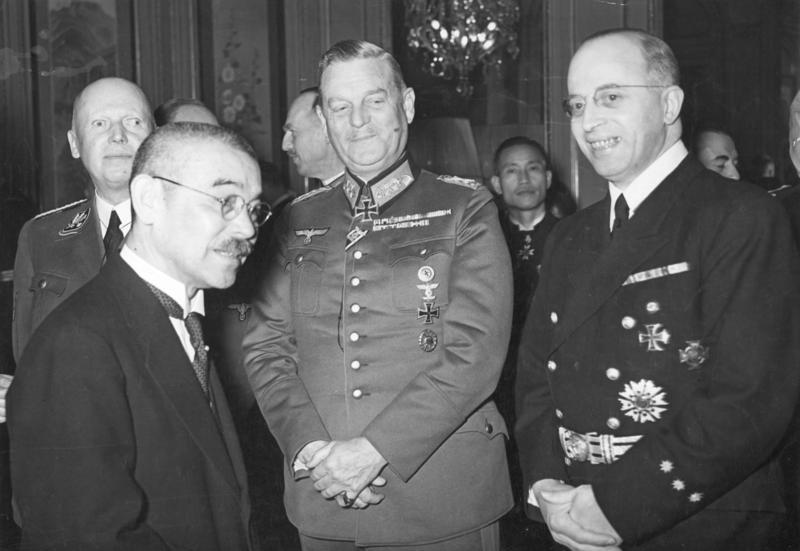
Matsuoka avec le Generalfeldmarschall Wilhelm Keitel (centre) et l'ambassadeur (droite) à une réception à l'ambassade japonaise à Berlin le 29 mars 1941.

Le 18 mars 1941, à une conférence suivie par Hitler, Alfred Jodl, Wilhelm Keitel et Erich Raeder, l'amiral Raeder indiqua que :

« Le Japon doit prendre des mesures pour s'emparer de Singapour aussitôt que possible, puisque l'occasion ne sera plus jamais aussi favorable (rapport avec les courriers britanniques top secret ; impréparation des États-Unis pour la guerre contre le Japon ; infériorité de la flotte du Pacifique des États-Unis en comparaison de celle du Japon). Le Japon fait des préparations pour cette action ; mais selon toutes les déclarations faites par les dirigeants japonais, il l'effectuera seulement si l'Allemagne procède à un débarquement en Angleterre. L'Allemagne doit donc concentrer tous ses efforts à inciter le Japon à agir immédiatement. Si le Japon prend Singapour, toutes les autres questions asiatiques concernant les États-Unis et l'Angleterre sont de ce fait résolues (Guam, les Philippines, Bornéo, les Indes orientales néerlandaises). Le Japon souhaite, si possible, éviter la guerre contre les États-Unis. Il peut l'espérer s'il prend Singapour le plus vite possible ". »

Dans les entretiens impliquant Hitler, son ministre des Affaires étrangères Joachim von Ribbentrop, son homologue japonais, Yōsuke Matsuoka, et les ambassadeurs respectifs de Berlin et de Tokyo, Eugen Ott et Hiroshi Ōshima, le côté allemand laissa alors largement entendre, mais sans jamais la demander ouvertement, une invasion de l'Union soviétique par l'Est ou l'attaque des colonies de la Grande-Bretagne en Asie du Sud-Est, préoccupant et détournant l'Empire britannique de l'Europe et donc de l'Allemagne. Bien que l'Allemagne ait clairement demandé au Japon d'attaquer l'URSS, les échanges entre les deux alliés furent toujours formels et indirects, comme cela est montré dans le rapport suivant par Hitler vers l'ambassadeur Ōshima le 2 juin 1941 :

« Il appartient naturellement au Japon d'agir comme il l'entend, mais la coopération du Japon dans le combat contre l'Union soviétique serait la bienvenue si l'avance [japonaise] au sud rencontrait des difficultés en raison de l'approvisionnement et de l'équipement. »

Matsuoka, Ōshima et certaines parties de l'Armée impériale japonaise étaient des partisans du « Hokushin-ron », la stratégie d'expansion vers le Nord et d'une attaque coordonnée avec l'Allemagne contre l'URSS et la prise de la Sibérie orientale. Mais les officiers qui contrôlaient l'armée japonaise, à savoir les personnes comme le ministre de la guerre Hideki Tōjō, étaient constamment sous pression de la Marine impériale japonaise et, ainsi, une tendance forte vers le « Nanshin-ron » existait déjà en 1940, la stratégie d'expansion vers le Sud en s'emparer des colonies riches en ressources de l'Asie du Sud-Est pour affaiblir les puissances européennes. Afin de sécuriser les arrières du Japon tout en s'étendant vers le sud et dans un effort soviétique pour démontrer les intentions pacifiques avec l'Allemagne, le pacte de non-agression soviético-japonais fut signé à Moscou le 13 avril 1941 par Matsuoka pendant son voyage de retour de Berlin. Hitler, considérant le pacte comme une ruse pour gagner du temps, mal-interpréta la situation diplomatique et pensa que son attaque sur l'URSS apporterait un grand soulagement au Japon en Asie orientale et de ce fait une menace beaucoup plus forte pour les activités américaines. Par conséquent, l'Allemagne nazie pressa l'opération Barbarossa, son attaque sur l'Union soviétique, qui commença deux mois plus tard le 22 juin et sans avertir ses alliés de l'Axe.
Ironiquement, Staline ne croyait pas à la neutralité du Japon même avant l'attaque allemande, mais il estimait que le pacte était important pour son symbolisme politique, pour renforcer son image populaire en Allemagne. Du point de vue du Japon, une attaque sur la Russie romprait le pacte tripartite dont l'Empire dépendait pour l'aide de l'Allemagne en maintenant de bonnes relations avec Moscou afin d'exclure toute menace de Sibérie. Le Premier ministre Fumimaro Konoe s'était senti trahi parce que les Allemands n'avaient pas averti ses alliés de l'Axe pour l'opération Barbarossa, il craignait le pire depuis qu'il avait reçu un rapport en avril d'Ōshima à Berlin disant que l'« Allemagne est convaincue qu'elle peut vaincre la Russie et elle se prépare au combat. » Le ministre des Affaires étrangères Matsuoka tenta de convaincre l'empereur, le cabinet et l'armée de l'opportunité d'une attaque immédiate sur l'Union soviétique. Cependant, ses collègues rejetèrent la proposition, le surnommant le « garçon de bureau d'Hitler » et soulignèrent le fait que l'armée japonaise, avec ses chars légers et moyens, ne pouvait rivaliser avec les chars et les avions soviétiques avant qu'on soit sûr que la Wehrmacht avait brisé l'Armée rouge et que celle-ci était au bord de la défaite. Plus tard, Konoe retira son cabinet à Matsuoka et intensifia les négociations du Japon avec les États-Unis, qui échouaient toujours à cause de la situation en Chine et en Indochine, tandis que les Américains demandaient au Japon de se retirer du pacte tripartite comme préalable à toute négociation.
Sans aucune perspective du côté de Washington, Matsuoka estima que son gouvernement devait assurer l'Allemagne de sa fidélité au pacte. À Berlin, Ōshima reçut l'ordre d'informer le ministre des Affaires étrangères allemand Ribbentrop que « le gouvernement japonais a décidé de consolider ses points d'appui en Indochine française pour renforcer encore sa pression sur la Grande-Bretagne et les États-Unis, » et de présenter cela comme une « contribution précieuse au front commun » en promettant que :

« Nous, Japonais, n'allons pas nous rester les bras croisés tandis que vous, Allemands, combattez les Russes. »

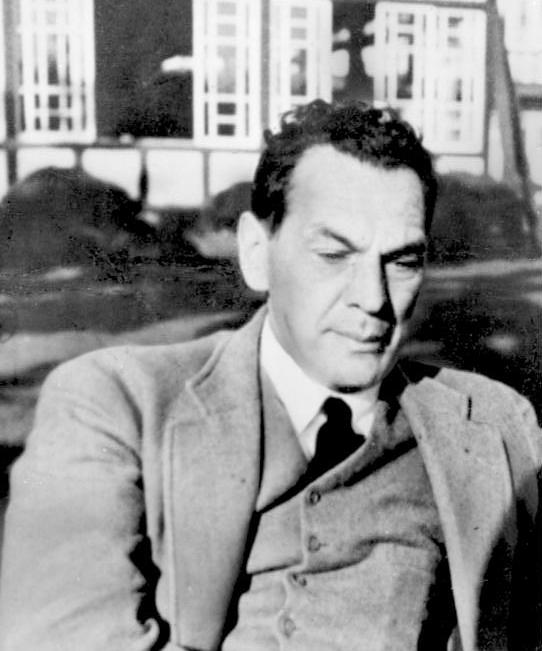
L'espion soviétique Richard Sorge qui a révélé la réticence du Japon à coopérer avec Hitler contre l'URSS en septembre 1941.

Au cours des premiers mois, les avances de l'Allemagne en Russie soviétique furent spectaculaires et Staline fut forcé de transférer les troupes stationnées en Sibérie du Sud-Est contre une potentielle attaque du Japon à la future défense de Moscou. L'Armée du Guandong du Japon en Mandchourie était constamment en manœuvres, et dans ses entretiens avec le ministre des Affaires étrangères allemand Ribbentrop, l'ambassadeur Oshima à Berlin, à plusieurs reprises, laissa entendre « une attaque imminente du Japon » contre l'URSS. En fait, l'état-major de Tokyo n'avait nullement changé d'avis et ces actions servaient simplement à créer l'illusion d'une menace de l'Est sur l'Union soviétique pour fixer ses divisions sibériennes. A l'insu du Japon et de l'Allemagne, en revanche, Richard Sorge, un espion soviétique déguisé en journaliste allemand travaillant pour Eugen Ott, ambassadeur allemand à Tokyo, informa l'Armée rouge le 14 septembre 1941, que les Japonais ne comptaient pas attaquer l'Union soviétique avant que :
- Moscou soit capturé ;
- l'Armée du Guandong soit trois fois plus grande que les forces d'Extrême-Orient de l'Union soviétique ;
- une guerre civile commençât en Sibérie.

Vers la fin de septembre 1941, Sorge révéla que le Japon n'allait pas ouvrir les hostilités contre l'URSS à l'Est, libérant de ce fait des divisions de l'Armée rouge postées en Sibérie pour la défense de Moscou. Peu après, en octobre 1941, Sorge fut démasqué et arrêté par les Japonais. Apparemment, il avait obtenu l'entière confiance de l'ambassadeur allemand Eugen Ott, ce qui lui avait permis d'accéder à des câbles extrêmement secrets de Berlin à son ambassade à Tokyo. Par la suite, cette affaire mena au remplacement d'Ott par Heinrich Georg Stahmer (en) en janvier 1943. Sorge sera exécuté en novembre 1944 et élevé au rang de héros national en Union soviétique.

### Entrée du Japon dans la Seconde Guerre mondiale
En septembre 1941, le Japon initie son expansion au Sud en augmentant sa présence militaire en Indochine (« sécurisation des points d'appui ») et en augmentant son personnel et ses avions déployés. En réaction les États-Unis, le Royaume-Uni et d'autres gouvernements occidentaux gelèrent les capitaux japonais, les États-Unis (qui fournissaient 80 % de son pétrole au Japon) ajoutant un embargo total du pétrole sur l'Empire japonais. En conséquence, le Japon fut forcé de choisir entre abandonner ses ambitions en Asie du Sud-Est et poursuivre la guerre contre la Chine, ou s'emparer par la force des ressources naturelles dont il avait tant besoin. Les militaires japonais rejetèrent l'ancienne option d'attaque contre la Russie soviétique au lieu de s'étendre en Asie du Sud, car c'était devenu un choix de plus en plus impopulaire à la suite de la défaite humiliante du Japon à la bataille de Khalkhin Gol en 1939 et du rejet total de toute action à court terme en Sibérie peu de temps après que l'Allemagne eut commencé son invasion de l'URSS. D'ailleurs, beaucoup d'officiers considéraient l'embargo du pétrole de l'Amérique comme une déclaration de guerre tacite. Avec les sanctions sévères appliquées par les États-Unis, les dirigeants japonais étaient maintenant encore plus déterminés à éviter à leur industrie, y compris à sa puissante Marine, de se retrouver sans ressources en capturant les gisements de pétrole des Indes néerlandaises. Comme une telle action allait forcément provoquer une déclaration de guerre américaine, on prit la décision d'une attaque préventive pour priver les États-Unis de leur seul moyen de pression sur le Japon, leur flotte du Pacifique.
Le 25 novembre 1941, l'Allemagne tenta de cimenter son alliance contre la Russie soviétique en rétablissant officiellement le pacte anti-Komintern de 1936, et en y ajoutant la Hongrie et la Roumanie. Cependant, comme les troupes soviétiques autour de Moscou étaient maintenant renforcées par des divisions de Sibérie orientale, l'offensive de l'Allemagne fut sensiblement ralentie avec le début de l'hiver russe en novembre et décembre 1941. Face à l'échec de sa tactique du Blitzkrieg, l'espoir d'Hitler d'une fin heureuse et rapide à la guerre diminua, surtout avec la constante menace de la Grande-Bretagne sur les arrières du Reich. En outre, la neutralité des États-Unis, jusque-là superficiellement maintenue, allait bientôt se changer en un soutien déclaré et illimité de leur allié britannique contre l'Allemagne. C'est pourquoi Hitler accueillit avec plaisir l'entrée soudaine du Japon dans la guerre avec son raid aérien contre la base navale américaine de Pearl Harbor le 7 décembre 1941 et sa déclaration de guerre aux États-Unis et à la Grande-Bretagne (en), tandis que les forces terrestres de l'Allemagne connaissaient leur première défaite militaire aux portes de Moscou. Immédiatement après avoir appris l'attaque réussie du Japon, Hitler déclara euphorique : « Avec un allié si capable, nous ne pouvons pas perdre cette guerre. »
L'attaque japonaise donna lieu à de nombreux communiqués entre Berlin et Tokyo. Les ambassadeurs Ott et Ōshima voulurent rédiger un amendement au pacte tripartite, par lequel l'Allemagne, le Japon et l'Italie devraient se promettre fidélité mutuelle dans le cas où un des signataires était attaqué par – ou attaquait – les États-Unis. Bien que le protocole ait été fini à temps, il ne fut officiellement signé par l'Allemagne que quatre jours après l'attaque de Pearl Harbor. Une partie des communiqués montre un rejet définitif du Japon de tous les plans de guerre contre la Russie :

« Au cas où l'Allemagne exigerait que nous participions à la guerre contre l'Union soviétique, nous répondrons que nous n'avons pas l'intention d'entrer dans cette guerre pour l'instant. Si ceci doit conduire à une situation dans laquelle l'Allemagne va retarder son entrée dans la guerre contre les États-Unis, elle ne peut pas être aidée. »

Néanmoins, les dirigeants allemands applaudirent publiquement leur nouvel allié et l'ambassadeur Ōshima devint l'un des huit récipiendaires de la grande croix en or de l'ordre de l'Aigle allemand, décernée par Hitler lui-même, qui aurait dit :

« Vous avez donné la bonne déclaration de guerre. Cette action était la seule appropriée. Le Japon l'a poursuivie autrefois et elle correspond à son propre système, qui est de négocier aussi longtemps que possible. Mais si on voit que l'autre n'est intéressé que par gagner du temps, dans sa honte et son humiliation, et n'est pas disposé à parvenir à un accord, alors il faut frapper aussi fort que possible et ne pas perdre de temps à déclarer la guerre. »

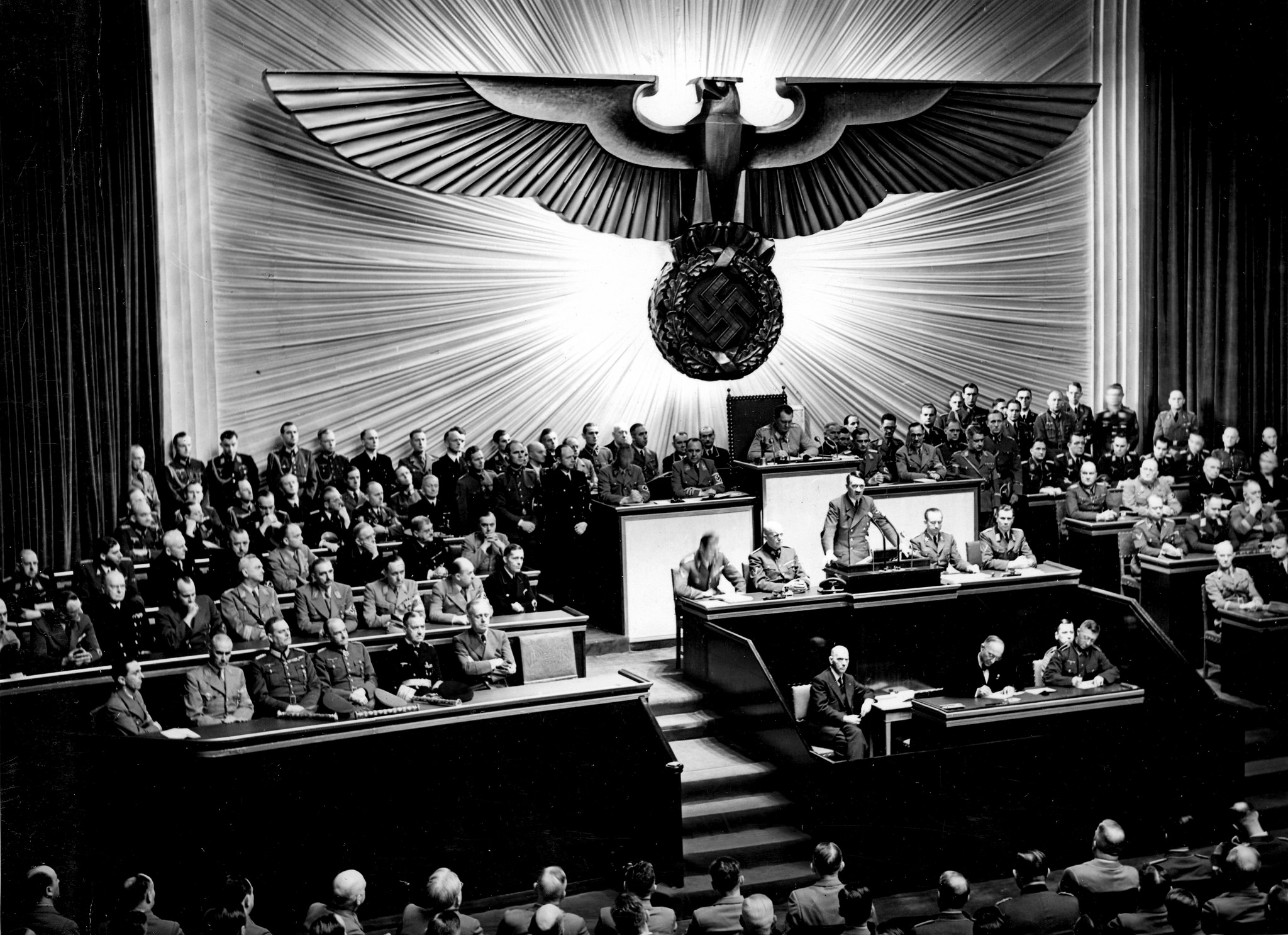
Hitler déclare la guerre aux États-Unis le 11 décembre 1941 à la suite de l'attaque de Pearl Harbor par le Japon.

D'ailleurs, même avec la modification du pacte tripartite susdite et qui n'était pas encore en vigueur, Hitler décida de déclarer la guerre aux États-Unis et l'annonça au Reichstag, avec l'Italie, le 11 décembre 1941, trois jours après la déclaration de guerre des États-Unis (en) à l'empire du Japon. Il espérait que, en dépit des rejets précédents, le Japon attaquerait réciproquement l'Union soviétique. Mais le Japon s'en tint sur sa stratégie de Nanshin en allant au Sud, et non au Nord, et continua de maintenir une paix fragile avec l'Union soviétique jusqu'en 1945. Néanmoins, la déclaration de guerre de l'Allemagne renforça encore les relations entre l'Allemagne et le Japon et démontra la solidarité entre les deux pays, qui étaient maintenant décidés à coopérer contre les Britanniques. Dans une certaine mesure, les actions du Japon en Asie du Sud-Est et dans le Pacifique un mois après Pearl Harbor, comme le torpillage du HMS Prince of Wales et du HMS Repulse et l'occupation des colonies britanniques de Singapour et de Hong Kong ainsi que de la Birmanie britannique, sans compter les raids aériens sur l'Australie, avaient non seulement donné un coup énorme à l'effort de guerre du Royaume-Uni, mais également préoccupé les Alliés, qui transférèrent des troupes britanniques, australiennes et américaines de la bataille de l'Atlantique et de la campagne nord-africaine contre l'Allemagne, vers l'Asie et le Pacifique contre le Japon. Dans ce contexte, d'importantes forces de l'Empire britannique furent retirées d'Afrique du Nord vers le théâtre Pacifique, laissant des remplaçants relativement inexpérimentés et dispersés. Tirant profit de la chose, l'Afrika Korps d'Erwin Rommel attaqua avec succès, seulement six semaines après Pearl Harbor, repoussant les lignes alliées vers l'Est à El Alamein. À terme, l'Allemagne et le Japon envisagèrent une liaison à travers le sous-continent indien tenu par les Britanniques qui serait utilisée pour le transfert des armes, des ressources et plus encore. Après tout, le choix des partenaires commerciaux potentiels était très limité pendant la guerre et l'Allemagne avait énormément besoin de métaux précieux et de caoutchouc tandis que les Japonais désiraient des produits industriels, de l'équipement technique, et des produits chimiques.

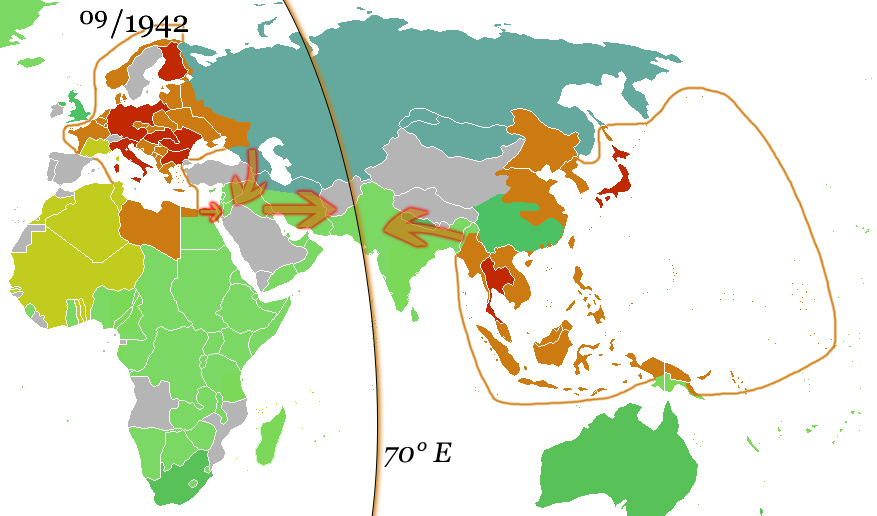
Sphères d'influence de l'Allemagne et du Japon à leur plus grande extension fin 1942. Les flèches montrent les mouvements prévus vers une ligne de démarcation à 70° Est, qui n'a cependant jamais été atteinte.

Avant que l'Allemagne n'attaqua l'Union soviétique, les deux pays pouvaient échanger ces matériaux en utilisant le chemin de fer transsibérien, mais après les attaques des sous-marins japonais (« Yanagi »), les Britanniques et les Américains avaient rendu la haute mer trop dangereuse pour les cargos. Cependant, étant donné les capacités limitées des sous-marins, les regards se tournèrent bientôt vers la Méditerranée, le Moyen-Orient et l'Inde britannique, tous essentiels à l'effort de guerre britannique. Plus important encore, ces régions offraient une liaison entre le Troisième Reich et le Japon capable d'améliorer les possibilités commerciales et permettaient de potentielles opérations militaires communes. En août 1942, l'avance allemande en Afrique du Nord rendit faisable une offensive contre Alexandrie et le canal de Suez, qui, à leur tour, auraient permis le commerce maritime entre l'Europe et le Japon par l'océan Indien. D'autre part, face au désastre à la bataille de Midway en juin 1942 et à la perte de quatre porte-avions essentiels, la Marine japonaise décida de poursuivre toutes les possibilités de gagner des ressources pour reconstruire rapidement ses forces. Par conséquent, l'ambassadeur Ōshima à Berlin reçut l'ordre de soumettre une « liste d'objectifs » étendue demandant l'achat de vastes quantités d'acier et d'aluminium à embarquer d'Allemagne pour le Japon. Le ministre des Affaires étrangères allemand Ribbentrop annonça à Tokyo que ce n'était pas possible car de telles ressources étaient essentielles pour la propre industrie de l'Allemagne. Cependant, afin de gagner le soutien japonais pour un nouveau traité commercial germano-japonais, qui devait fixer les droits des compagnies allemandes en Asie du Sud-Est, il demanda à Adolf Hitler de satisfaire au moins partiellement aux demandes japonaises. Il fallut encore cinq mois pour discuter du taux de change entre le reichsmark et le yen et achever les discussions supplémentaires avec le troisième signataire, le gouvernement italien, jusqu'à ce que le « traité sur la coopération économique » soit signé le 20 janvier 1943.

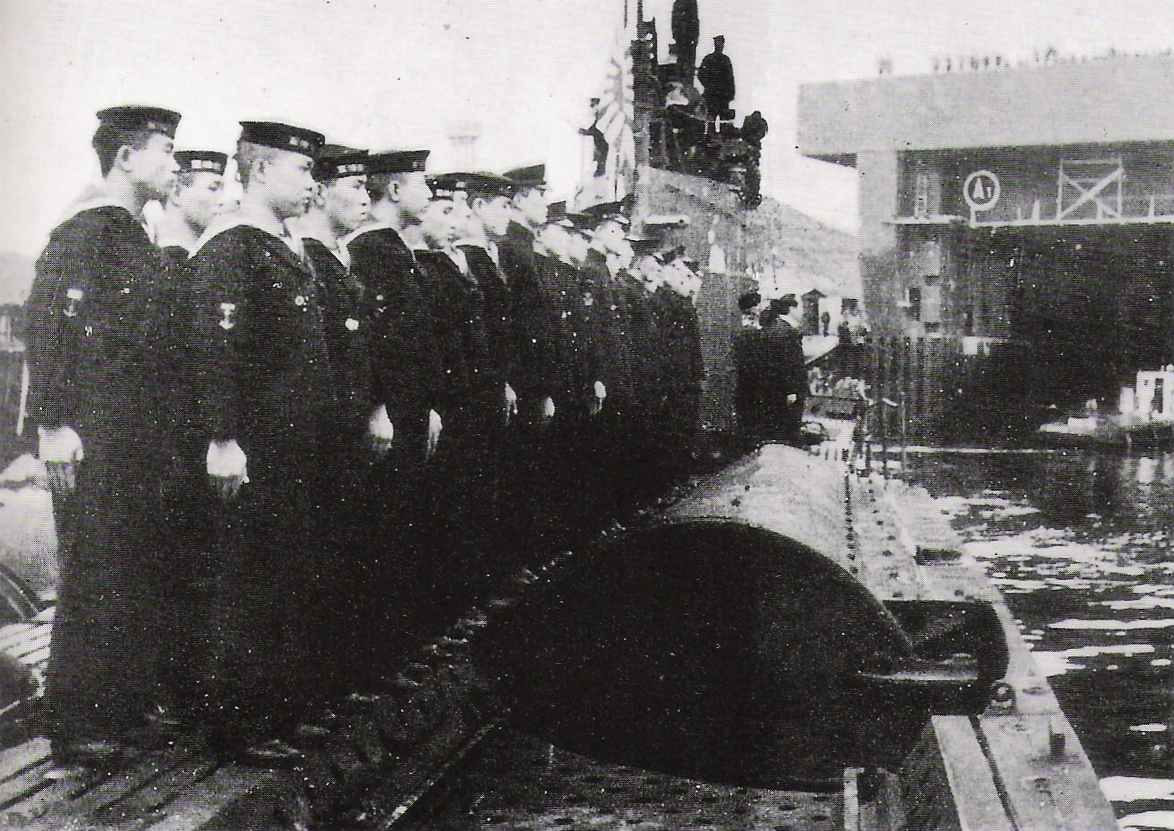
Le I-8 arrive à Brest en France en 1943, lors d'une mission du "Yanagi" d'échange de personnel et de matériel avec l'Allemagne Nazie.

En dépit de ce traité, les relations économiques envisagées ne purent jamais dépasser le stade de la propagande. Ce fut, du moins en partie, en raison de la perte de l'Afrique du Nord par les Allemands et les Italiens au printemps 1943 puisque les Alliés n'ont jamais abandonné leur politique de « L'Allemagne d'abord » tout au long de la guerre en dépit d'un précédent détour de leur attention. Cette politique stipulait que l'Allemagne nazie devait être défaite avant de se concentrer sur le Japon, et ainsi, grâce à leur réseau de communication supérieur, les Alliés, contrairement à l'Axe, pourraient coordonner conjointement des contre-attaques massives. Celles-ci englobaient trois mouvements décisifs, tous pendant les trois premières semaines de novembre 1942 : 1) la percée britannique sur les positions de Rommel près d'El Alamein, 2) les débarquements américano-britanniques au Maroc et 3) l'offensive Soviétique à Stalingrad.
Au début de 1943, la situation stratégique de l'Allemagne avait dramatiquement empiré, mettant de ce fait un terme aux ambitions d'Hitler sur le Moyen-Orient, particulièrement sur les champs de pétrole d'Iran, car la Wehrmacht ne pourrait plus jamais espérer passer l'Égypte et le Caucase. De plus, le Japon ne pourrait pas récupérer de ses pertes navales à Midway et le plan impérial de conquête des Salomon à la porte de l'Australie s'était transformé en une retraite continue pour les Japonais. Plus tard, l'invasion japonaise de l'Inde se retrouva à l'arrêt en Birmanie, ce qui rendait impossibles toutes opérations décisives communes visant à une convergence sur le sous-continent indien, hormis la flottille de sous-marins allemande « Monsun Gruppe » coopérant avec la Marine japonaise dans l'océan Indien. Les sous-marins restant le seul lien entre l'Europe nazie et le Japon, le commerce se concentra bientôt sur les marchandises stratégiques comme les plans techniques, les armes et autres. Néanmoins, seules 20 à 40 % des marchandises sont parvenues à atteindre l'une ou l'autre destination ; seulement 96 personnes ont voyagé en sous-marin de l'Europe vers le Japon et 89 vice versa pendant la guerre ; et seulement six sous-marins réussirent leurs tentatives du voyage transocéanique : I-30 (avril 1942), I-8 (juin 1943), I-34 (octobre 1943), I-29 (novembre 1943), I-52 (mars 1944), et le sous-marin allemand U-511 (août 1943). L'U-234 en sens inverse, est l'un des exemples les plus populaires d'une mission avortée de Yanagi en mai 1945.

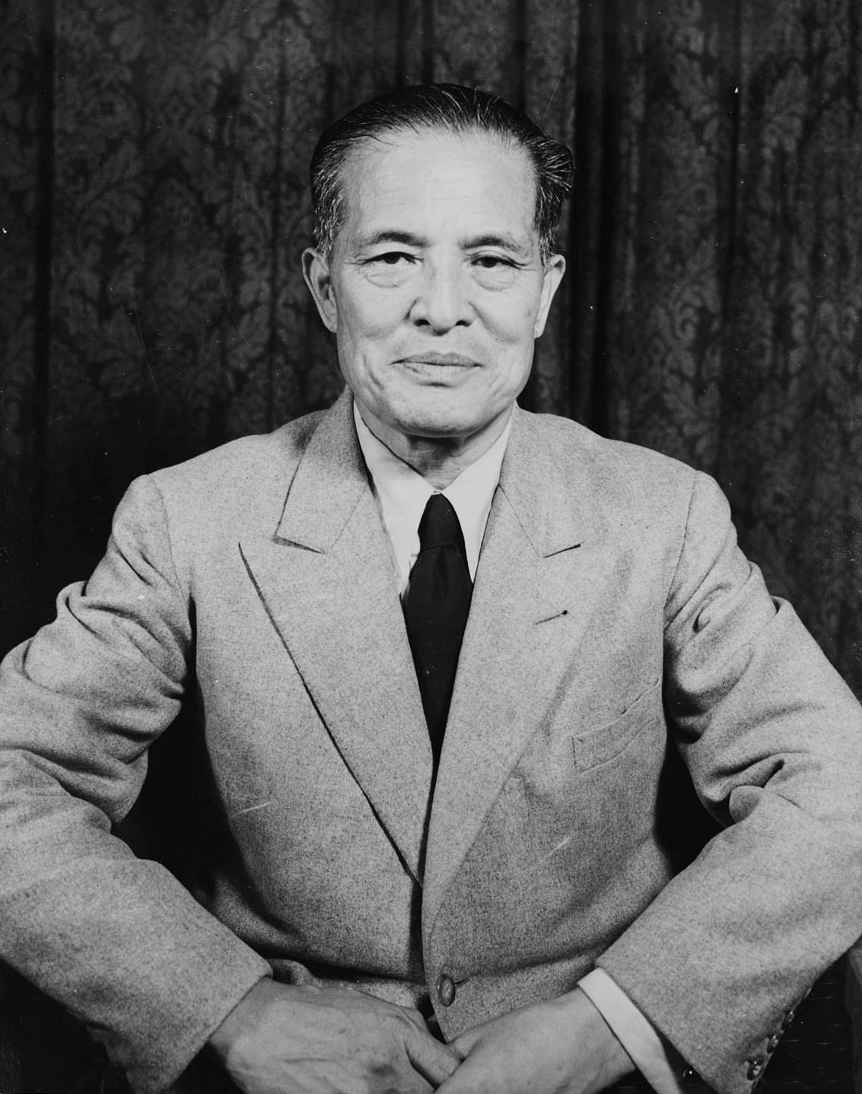
Hiroshi Ōshima, ambassadeur en Allemagne jusqu'en mai 1945.

Face à leurs échecs, les dirigeants japonais et allemands commencèrent de plus en plus à se tromper mutuellement aux réunions tactiques, en exagérant les victoires mineures et en ignorant les pertes. Dans plusieurs entretiens entre le Generaloberst Alfred Jodl et l'attaché naval japonais à Berlin, le vice-amiral Naokuni Nomura, Jodl minimisa les défaites des forces terrestres de l'Allemagne, déclarant par exemple que l'offensive soviétique serait bientôt à bout de souffle et que « partout où la Wehrmacht peut être envoyée sur terre, elle est sûre de sa force, mais partout où elle est envoyée sur mer, cela devient légèrement plus difficile. » Le Japon, d'autre part, non seulement évita toute divulgation de sa véritable position stratégique dans le Pacifique, mais déclina également toute ingérence dans les débarquements américains à Vladivostok, qui envoyaient un grand nombre d'hommes et de matériel via la Sibérie orientale jusqu'au front anti-allemand à l'Ouest. Le spectacle du renfort continu des troupes soviétiques de l'Est sans aucune intervention japonaise était une épine dans la chair d'Hitler, compte tenu en particulier de l'apparent indifférence du Japon à l'égard de la récente conférence de Casablanca pendant laquelle les Alliés ont déclaré qu'ils n'accepteraient qu'une reddition inconditionnelle de l'Axe. Pendant une réunion privée le 5 mars 1943, le ''Führer'' se mit dans une colère folle et fit ce genre de remarques sur les Japonais :

« Ils mentent horriblement, et à la fin toutes leurs représentations sont calculées sur quelque chose qui s'avère être une supercherie après ! »

Tandis que la guerre progressait et que l'Allemagne commençait à battre en retraite, l'ambassadeur Ōshima n'abandonna jamais sa conviction que l'Allemagne sortirait victorieuse. Cependant, en mars 1945 il fit un rapport à Tokyo sur le « danger que Berlin ne devienne un champ de bataille » et indiquant sa crainte « que l'abandon de Berlin peut avoir lieu dans un mois ». Le 13 avril, face à Ribbentrop – pour la dernière fois – il jura de rester avec les chefs du Troisième Reich aux heures noires, mais dut quitter Berlin sur un ordre direct d'Hitler. Les 7 et 8 mai 1945, le gouvernement allemand s'étant rendu aux puissances alliées, Ōshima et son personnel furent arrêtés et emmenés aux États-Unis. Livrant désormais une guerre désespérée, le gouvernement japonais dénonça immédiatement la reddition allemande comme un acte de trahison et interna les quelques ressortissants allemands présents au Japon tout en confisquant toutes les propriétés allemandes (telles que des sous-marins). Quatre mois plus tard, le 2 septembre, le Japon dut signer ses propres actes de reddition.

## Après-guerre

### Reconstruction des relations et nouveaux intérêts communs

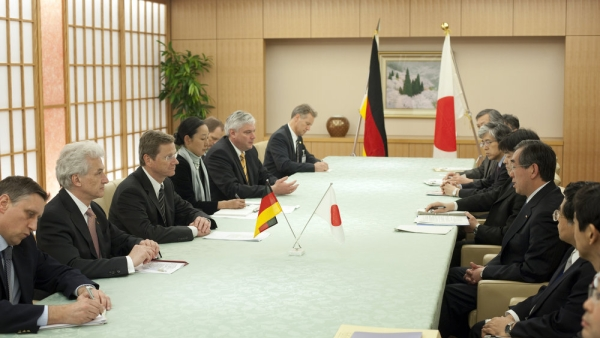
Rencontre entre les ministres allemand et japonais des Affaires étrangères, Guido Westerwelle et Takeaki Matsumoto, à Tokyo après le séisme et tsunami de 2011 du Tōhoku.

Après leur défaite dans la Seconde Guerre mondiale, le Japon et l'Allemagne étaient occupés. Si le Japon put regagner sa souveraineté avec le traité de San Francisco en 1952 et adhéra aux Nations unies en 1956, l'Allemagne fut coupée en deux États, tous deux fondés en 1949. La République fédérale d'Allemagne (Allemagne de l'Ouest) restaura ses liens diplomatiques avec le Japon en 1955, la République démocratique allemande en 1973, année où les deux États allemands furent admis à l'ONU.
Rapidement, les échanges universitaires et scientifiques furent renforcés, et en 1974, la RFA et le Japon signèrent un accord intergouvernemental sur la coopération dans les domaines de la science et de la technologie, ravivant les efforts communs des échanges scientifiques et technologiques. L'accord eut pour conséquence une importante coopération bilatérale qui se poursuit de nos jours, généralement concentrée sur la recherche, les sciences de la Terre, les sciences de la vie et la recherche environnementale. De plus, des programmes d'échange de jeunes furent initiés, dont un « sommet de la jeunesse » tenu annuellement depuis 1974.

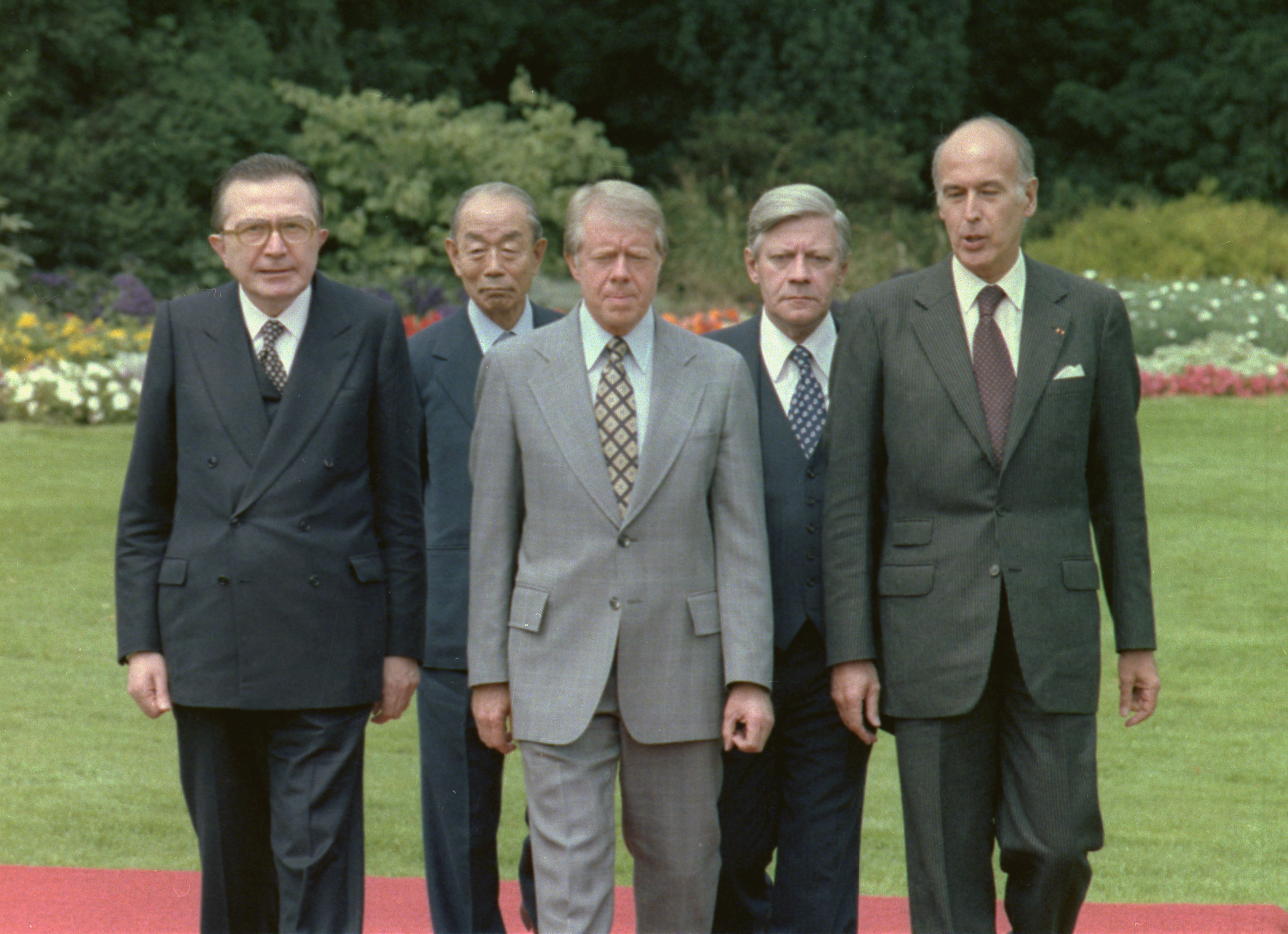
Cinq des chefs d'État du 4e sommet du G7 en 1978 avec le premier ministre japonais Takeo Fukuda et le chancelier allemand Helmut Schmidt respectivement deuxième et quatrième en partant de la gauche.

Les échanges politiques germano-japonais furent encore intensifiés lorsque les deux pays participèrent à la création du groupe des six, ou « G6 », comprenant également les États-Unis, le Royaume-Uni, la France et l'Italie, en 1975, en réponse à la crise pétrolière de 1973. Le G6 fut bientôt augmenté du Canada et plus tard de la fédération de Russie, les sommets du G8 se tiennent chaque année depuis lors.
Au cours des années suivantes, des initiatives telles que la fondation en 1985 du « centre germano-japonais » (JDZB) à Berlin et en 1988 de l'« institut allemand pour les études japonaises » (DIJ) à Tokyo, aidèrent à dépasser les simples échanges universitaires et scientifiques entre le Japon et l'Allemagne.
Vers le milieu des années 1980, les dirigeants allemands et japonais décidèrent de reconstruire la vieille ambassade japonaise de 1938 à Berlin. Ses restes étaient restés à l'abandon depuis sa destruction pendant la Seconde Guerre mondiale. En plus du complexe original, plusieurs changements et extensions furent opérés jusqu'en 2000, comme le déplacement de l'entrée principale à la rue d'Hiroshima, ainsi nommée en l'honneur de la ville japonaise homonyme, et la création d'un jardin japonais traditionnel.
Néanmoins, les relations d'après-guerre entre le Japon et les deux moitiés de l'Allemagne, ainsi qu'avec l'Allemagne unifiée depuis 1990, se sont généralement concentrées sur des questions économiques, et en soi, l'Allemagne, partisane du libre échange, continue à être le plus grand partenaire commercial du Japon en Europe jusqu'à aujourd'hui. Cette position générale se reflète également dans les « 7 piliers de la coopération » convenus entre les ministres des Affaires étrangères du Japon Yōhei Kōno et d'Allemagne Joschka Fischer, le 30 octobre 2000 :
- Pilier 1 : Contribution à la paix et à la stabilité de la communauté internationale
- Pilier 2 : Consolidation des rapports économiques et commerciaux, aidée par l'élan de la globalisation.
- Pilier 3 : Contribution à la résolution des problèmes globaux, aux fonctions et aux responsabilités sociales.
- Pilier 4 : Contribution à la stabilité dans diverses régions (péninsule coréenne, République populaire de Chine, ex-Yougoslavie, Russie, Asie du Sud, nouveaux États indépendants, région du Moyen-Orient et du Golfe, Amérique centrale et du Sud, Timor oriental, Afrique)
- Pilier 5 : fondation de relations de confiance toujours plus étroites entre le Japon et l'Allemagne
- Pilier 6 : Promotion des relations économiques
- Pilier 7 : Promotion de la compréhension mutuelle et des relations culturelles

En 2000, les échanges culturels bilatéraux ont abouti à l'« année du Japon en Allemagne », suivie de l'« année de l'Allemagne au Japon » en 2005/2006.
En 2004, le chancelier allemand Gerhard Schröder et le Premier ministre japonais Jun'ichiro Koizumi sont convenus d'une coopération dans l'aide pour la reconstruction en Irak et en Afghanistan, la promotion des échanges dans les domaines de l'économie, de la jeunesse et des sports, de la recherche scientifique, de la technologie et des travaux universitaires.

### Relations actuelles
Vers la fin des années 1990 et le début des années 2000, l'Allemagne et le Japon, respectivement les deuxième et troisième plus grands bailleurs de fonds des Nations unies, ont exigé une réforme du Conseil de sécurité des Nations unies et une augmentation du nombre de ses membres permanents. À cette fin, les deux nations se sont organisées avec le Brésil et l'Inde pour former le Groupe des quatre. Le 21 septembre 2004, le G4 a publié un rapport commun soutenant mutuellement la prétention de chacun aux sièges permanents, ainsi que celle de deux pays africains. Cette proposition a rencontré l'opposition d'un groupe de pays unis pour faire consensus. En janvier 2006, le Japon a annoncé qu'il allait retravailler sa réclamation.
Certains soucis dans la coopération bilatérale entre l'Allemagne et le Japon ont également été révélées en 2005, quand l'ancien Premier ministre japonais Kiichi Miyazawa écrivit pendant une commémoration du 20e anniversaire du Centre germano-japonais à Berlin :

« Les relations entre l'Allemagne et le Japon sont généralement bonnes et il n'y a aucun problème bilatéral particulier. Il en résulte une certaine indifférence, qui peut être considérée à ce jour comme un problème. »

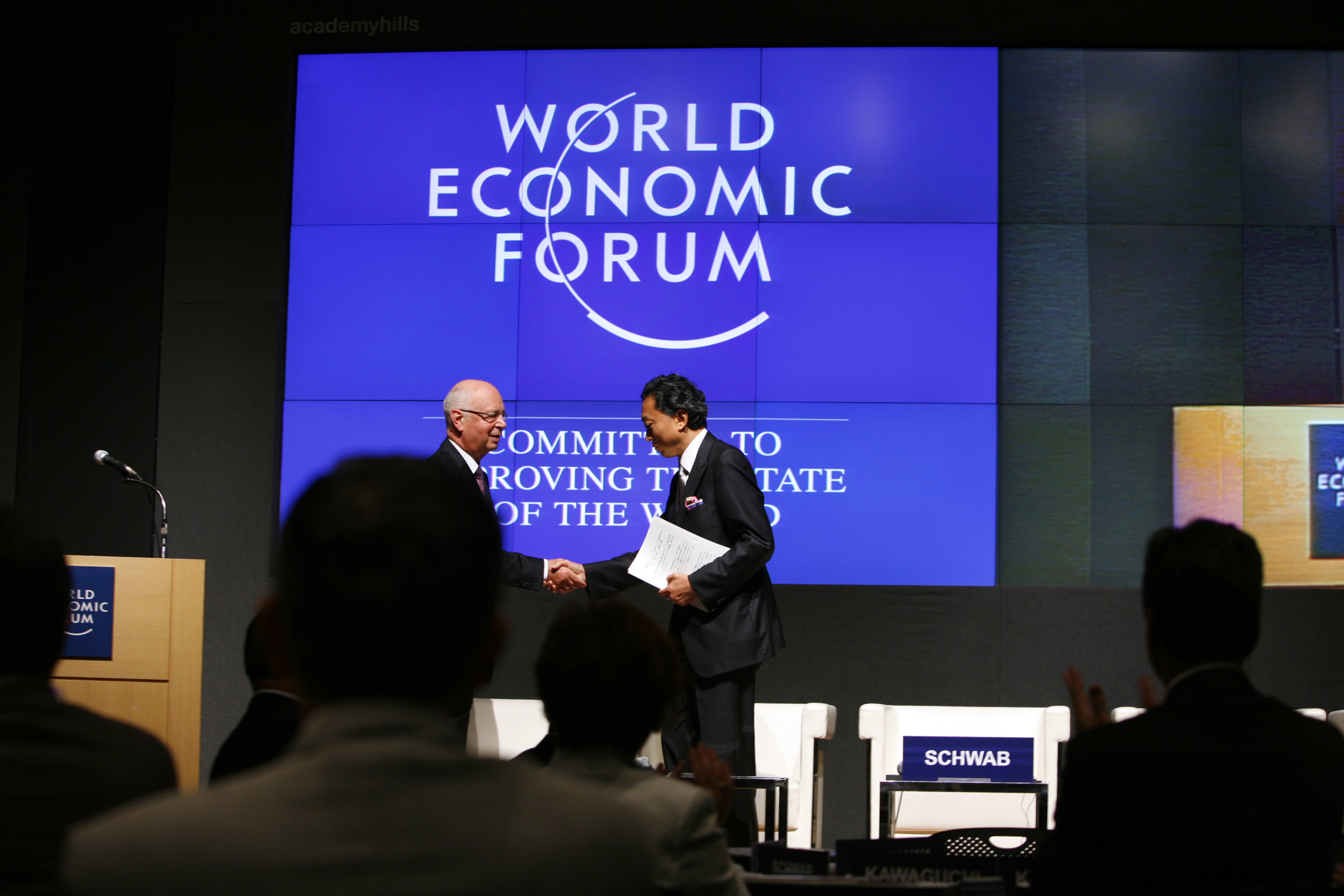
Le premier ministre japonais Yukio Hatoyama rencontre le président exécutif du Forum économique mondial, l'Allemand Klaus Schwab, en septembre 2009.

Néanmoins, en 2008, le Japon était toujours le deuxième plus grand partenaire commercial de l'Allemagne en Asie après la Chine. En 2006, les importations allemandes en provenance du Japon se sont élevées à 15,6 milliard € et les exportations d'Allemagne vers le Japon à 14,2 milliards € (15,4 % et 9 % respectivement de plus que l'année précédente). En 2008, cependant, les exportations et les importations japonaises vers et de l'Union européenne sont tombées de 7,8 à 4,8 % après une hausse de 5,8 % en 2007 à cause de la crise financière globale. Le commerce bilatéral entre l'Allemagne et le Japon a également diminué en 2008, avec des importations en provenance du Japon ayant chuté de 6,6 % et des exportations d'Allemagne vers le Japon ayant diminué de 5,5 %. Bien que le Japon soit le premier partenaire commercial principal de l'Allemagne en Asie après la Chine en 2008, en termes du total du commerce extérieur allemand, sa part dans les exportations et les importations est relativement faible et bien en deçà du potentiel entre la troisième et la quatrième économie du monde.

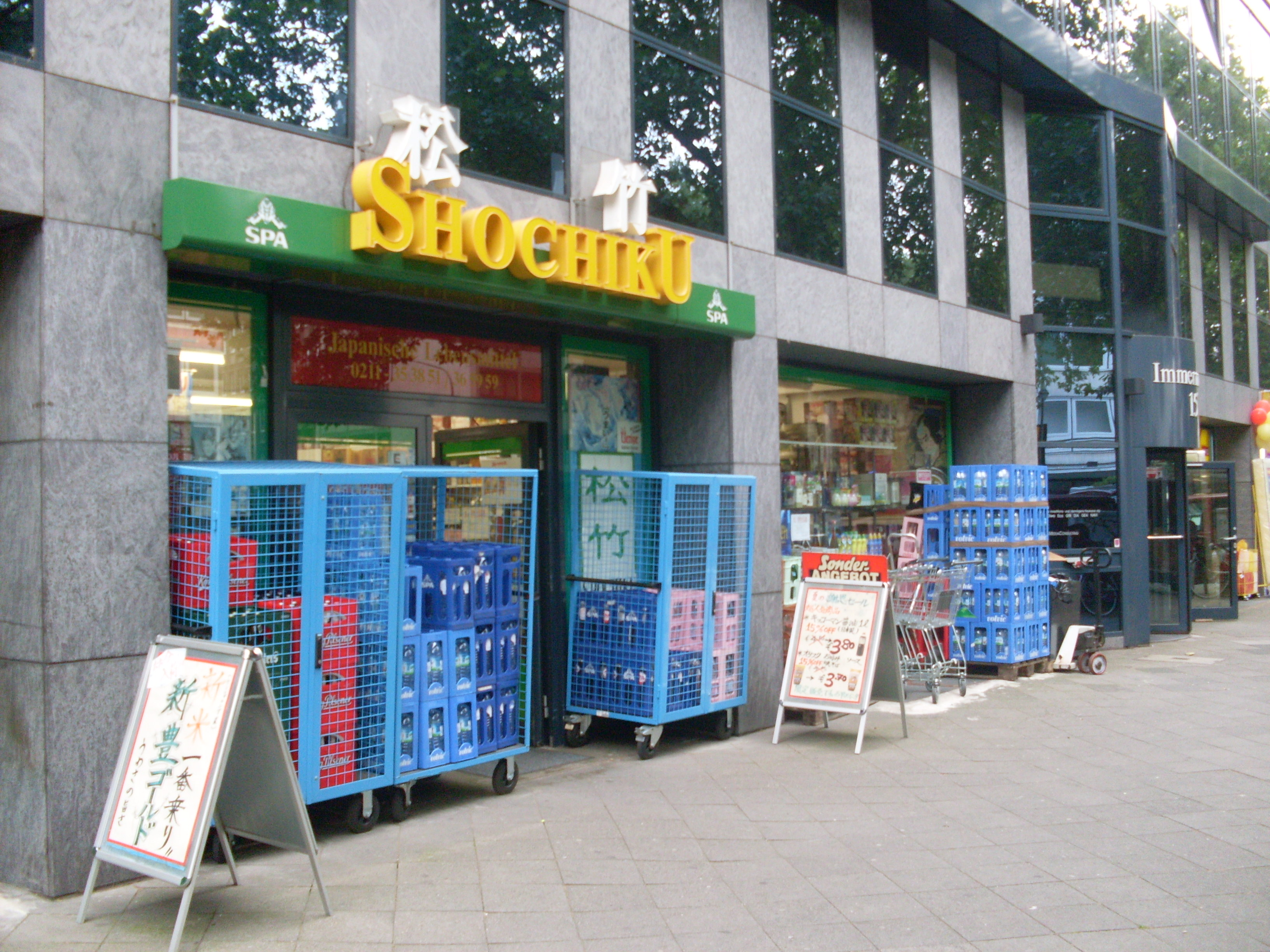
Un supermarché japonais à Düsseldorf, ville qui accueille le plus grand d'Europe.

Epargnée par la stagnation des relations commerciales germano-japonaises, la communauté japonaise de Düsseldorf (en), la plus grande d'Europe, est de nouveau en croissance après avoir décliné dans les années 1980 et 1990. En 2008, plus de 8 000 Japonais vivent dans la zone urbaine de Düsseldorf qui comprend une école japonaise, deux jardins d'enfants, trois bibliothèques et de nombreux clubs japonais. De plus, plus de 200 entreprises japonaises sont actives dans cette région, employant plus de 20 000 personnes. La communauté japonaise est largement considérée comme un grand atout pour Düsseldorf.
Les 14 et 15 janvier 2010, le ministre des Affaires étrangères allemand Guido Westerwelle a effectué sa première visite à l'étranger au Japon, se concentrant sur des entretiens avec son homologue japonais, Katsuya Okada, sur les relations bilatérales et les questions globales des deux nations. Westerwelle a souligné que :

« Nous voulons apporter notre contribution commune en vue d'assurer que cette décennie soit la décennie du désarmement – pas la décennie de l'armement. »

et les deux ministres ont demandé à leurs organismes respectifs d'élaborer les initiatives et les stratégies de désarmement que Berlin et Tokyo pourraient présenter à la communauté internationale ensemble. Surtout en ce qui concerne le programme nucléaire civil iranien, on a également noté que d'une part, le Japon et l'Allemagne, tous les deux techniquement capables mais qui s'abstiennent de posséder toute arme de destruction massive, devraient assumer un rôle central pour créer un monde exempt d'armes nucléaires, et d'autre part, que les sanctions internationales sont considérées comme un instrument approprié de pression. En outre, Westerwelle et Okada ont accepté d'augmenter leur coopération en Afghanistan et d'intensifier le commerce bilatéral en stagnation entre les deux pays. La visite s'est conclue par un entretien avec le premier ministre japonais Yukio Hatoyama, avant que le ministre des Affaires étrangères allemand visite le célèbre sanctuaire Meiji au cœur de Tokyo.

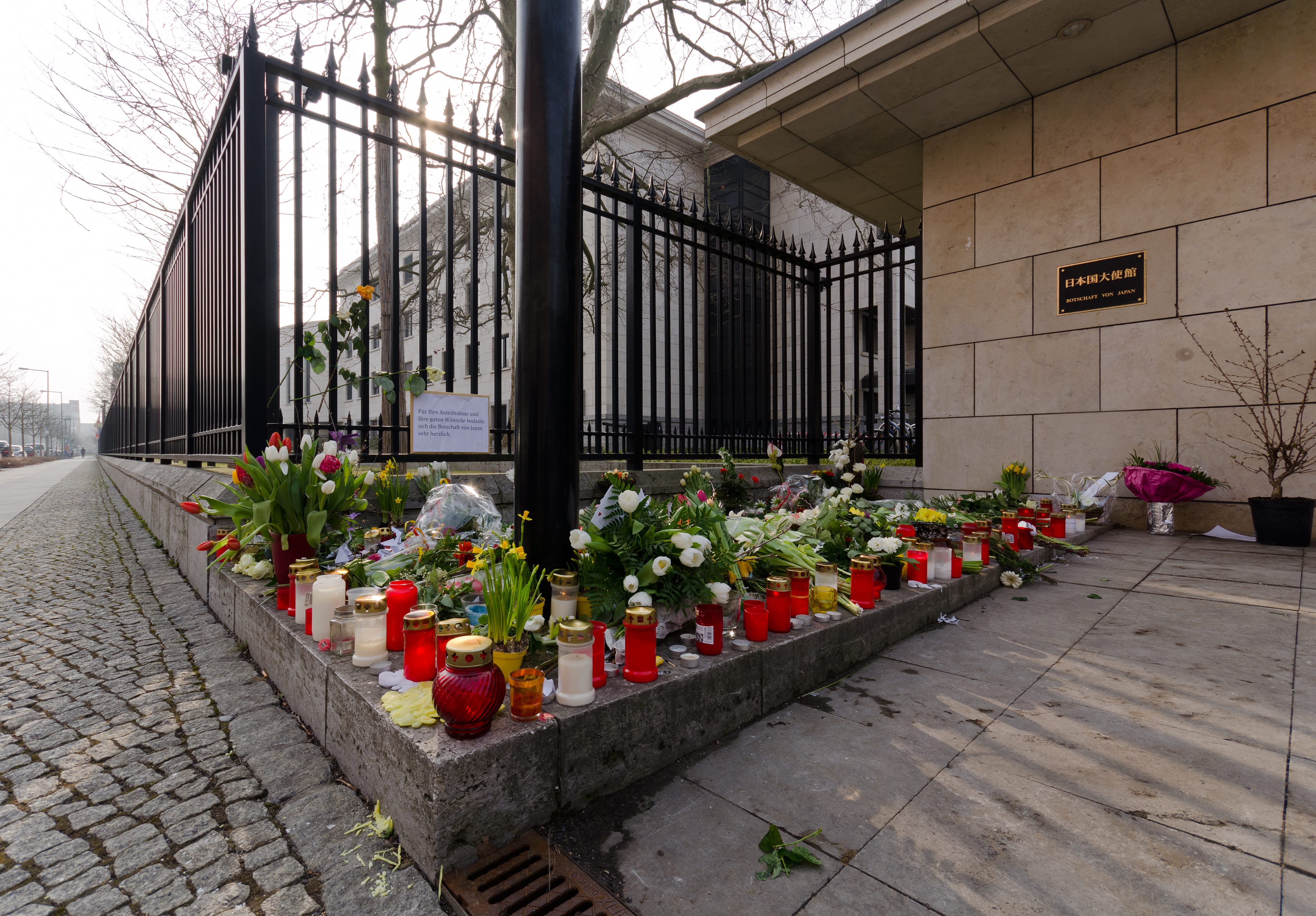
Fleurs déposées devant l'ambassade japonaise de Berlin. Le séisme et tsunami de Tōhoku de 2011 a provoqué une vague de sympathie et de compassion en Allemagne.

Le 11 mars 2011, le séisme et tsunami de Tōhoku de 2011, le plus puissant qui ait frappé le Japon à cette époque, et l'un des cinq plus puissants de tous les temps, fait dire au Premier ministre du Japon Naoto Kan : « 65 ans après la fin de la Seconde Guerre mondiale, il s'agit de la crise la plus difficile que connaisse le Japon ». Le séisme et le tsunami qui en résulte, ne dévastent pas seulement les zones côtières de la préfecture de Miyagi mais provoquent également l'accident nucléaire de Fukushima ce qui déclenche une évacuation permanente généralisée autour de la centrale nucléaire de Fukushima Daiichi,,. La chancelière allemande Angela Merkel exprime immédiatement sa profonde sympathie à toutes les personnes touchées et promet au Japon toute l'assistance qu'il demandera. Des spécialistes du sauvetage de la Technisches Hilfswerk ainsi qu'une équipe de scouts allemands sont envoyés au Japon, mais certains membres doivent être rappelés en raison du danger de radioactivité près de la centrale nucléaire endommagée. De plus, le centre allemand pour l'aéronautique et l'astronautique fournit une imagerie satellite de la zone touchée en provenance de TerraSAR-X et de RapidEye. Dans les jours qui suivent le désastre, de nombreuses fleurs, bougies et grues en papier sont déposées devant l'ambassade du Japon à Berlin par des personnes compatissantes, dont des politiciens allemands de premier plan. Bien qu'elles n'aient jamais été concrétisées, d'autres propositions d'aide incluaient l'envoi au Japon d'unités spéciales de la Bundeswehr allemande, étant donné que les équipements de décontamination des forces armées allemandes font partie des plus sophistiqués du monde.
Le 2 avril 2011, le ministre allemand des Affaires étrangères, Guido Westerwelle, visite Tokyo lors d'une tournée asiatique, offrant de nouveau au Japon « toute l'aide, là où elle est nécessaire » pour se remettre du tsunami et de la catastrophe nucléaire du mois précédent. Westerwelle insiste également sur l'importance de faire progresser l'accord de libre-échange entre le Japon et l'Union européenne afin d'accélérer la reprise de l'économie japonaise. Avec son homologue allemand, le ministre japonais des Affaires étrangères, Takeaki Matsumoto, aborde également de nouveaux domaines de coopération potentiels entre Tokyo et Berlin en ce qui concerne la réforme du Conseil de sécurité des Nations unies.